# Savenay
Savenay [sav(ə)nɛ]  est une commune de l'Ouest de la France, située dans le département de la Loire-Atlantique, en région Pays de la Loire. La commune fait partie de la Bretagne historique, dans le pays historique du Pays nantais.
Implantée sur le Sillon de Bretagne, au nord de la Loire, son paysage est caractérisé par le coteau qui surplombe les marais de Loire.
À mi-chemin entre les agglomérations de Nantes et Saint-Nazaire, bien desservie par les réseaux de transport, Savenay est un pôle d’équilibre entre les deux villes, elle est d'ailleurs « pôle structurant » à l'échelle de la Métropole Nantes-Saint Nazaire. Elle se transforme cependant de plus en plus en banlieue lointaine de ces deux agglomérations.

## Géographie

### Localisation
La commune est située dans l'ouest de la Loire-Atlantique, au nord et à proximité de l'estuaire de la Loire, à 40 km au nord-ouest de Nantes et à 28 km à l'est de Saint-Nazaire. Plus précisément, elle est située à l'embranchement de la route allant vers Saint-Nazaire et Guérande à partir de la route allant de Nantes à Vannes et Brest.
Les communes limitrophes sont Campbon, La Chapelle-Launay, Lavau-sur-Loire, Bouée, Malville et Bouvron. Elles sont situées de la manière suivante :
|                    | Campbon | Bouvron  |
| La Chapelle-Launay | Savenay | Malville |
| Lavau-sur-Loire    |         | Bouée    |

Toutes les communes font partie du canton à l'exception de Bouvron qui dépend du canton de Blain.
Selon le classement établi par l'Insee en 1999, Savenay est une commune urbaine, principale composante de l’agglomération qu'elle commande, et qui inclut La Chapelle-Launay. C'est par ailleurs une commune multi-polarisée entre l'aire urbaine de Nantes et l'aire urbaine de Saint-Nazaire qui fait donc partie de leur espace urbain (cf. Communes de la Loire-Atlantique).

### Géologie
La géologie de Savenay est marquée par le Sillon de Bretagne, bordé au nord par le bassin tertiaire de Campbon. Sur un substrat de granite, schiste et gneiss (orogenèse hercynienne) se sont déposés en différents endroits des sédiments, comme dans le bassin sédimentaire de Campbon. La faille a subi deux rejeux verticaux, qui ont défini l'escarpement. Les sables de Savenay forment une couche géologique générée par le rejeu de la faille.

### Topographie
Savenay est située sur le Sillon de Bretagne, la chaîne de montagne primaire qui délimite la partie sud de la Bretagne. Son paysage est donc marqué par l'escarpement qui sépare le revers (plaine de Campbon) au lieu-dit du Point du Jour à environ 80 mètres d'altitude. De là un faux plat aboutit à l'escarpement qui marque la descente vers la faille du sillon, où se loge le début des marais de Loire à environ 5 mètres d'altitude. Le paysage de bocage domine, la ligne de crête étant parsemée de quelques bois de feuillus qui disparaissent au profit de résineux. Six grandes failles coupent latéralement le Sillon : la vallée Mismy, la vallée du Pontreau, la vallée des Soupirs, la vallée Mabille, la vallée de la Gouairie et la vallée Huniau.

### Hydrographie

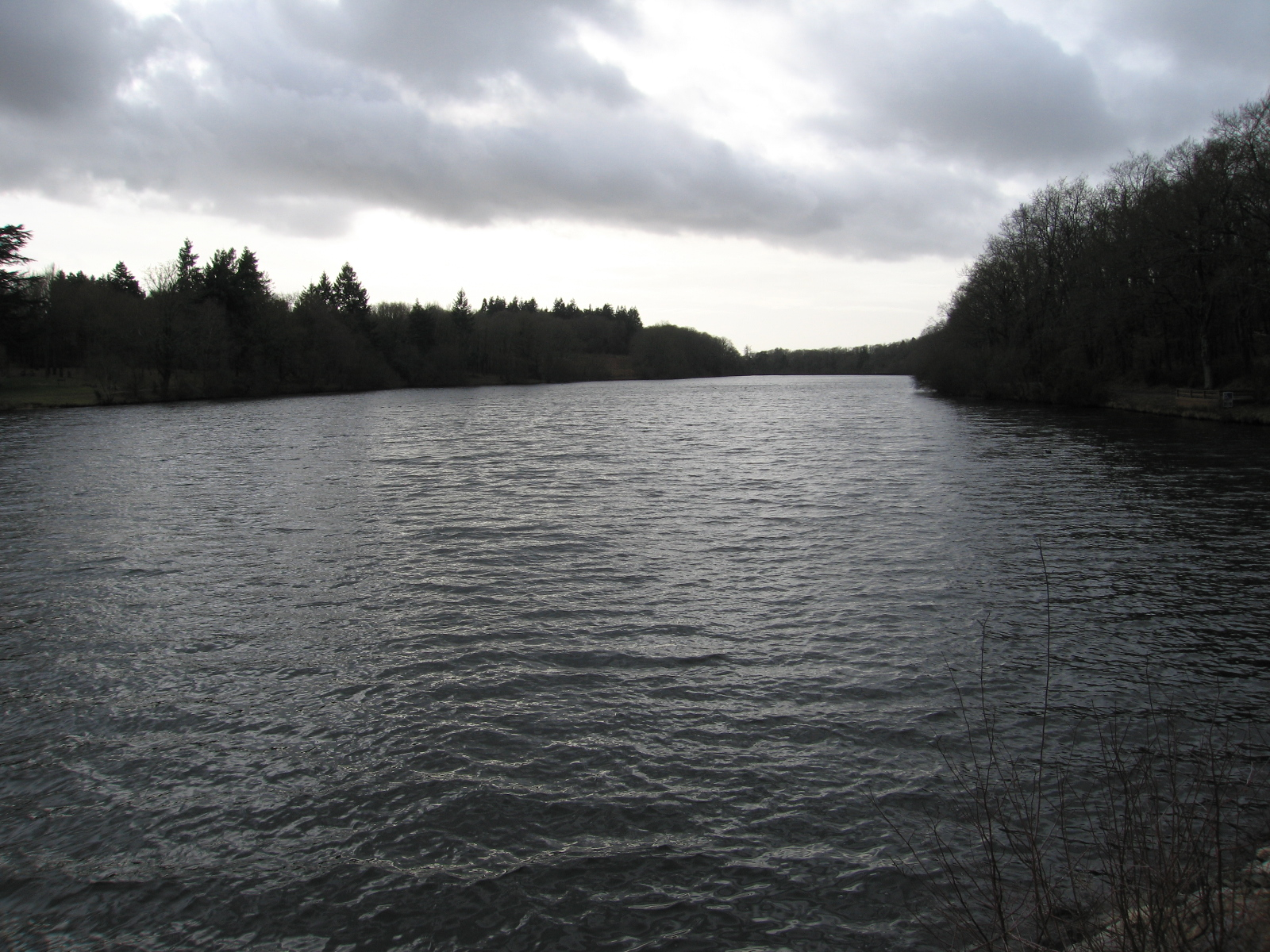
Lac de la vallée mabile

De nombreux ruisseaux marquent l’hydrographie communale. Les six vallées creusées dans les cassures du Sillon sont parcourues par un ruisseau. Les deux principaux ruisseaux dévalent la colline pour rejoindre les marais du bord de Loire qui sont généralement recouverts d'eau l'hiver. Le ruisseau de la vallée Mabille alimente un lac artificiel retenu par un barrage construit durant la Première Guerre mondiale pour fournir en eau un hôpital militaire de l'armée des États-Unis qui venaient de s'engager dans le conflit. Le lac de retenue (lac de la vallée Mabille) a été aménagé en base de loisirs au début du XXIe siècle.
Au nord-est du sillon, le bassin de Campbon est positionné en tête du bassin versant du Brivet, par le canal de Quilly. La gestion de l'eau sur le territoire communal dépend du Syndicat mixte pour l'aménagement hydraulique du bassin du Brivet et les aménagements ligériens du Syndicat intercommunal d'aménagement de la Loire et de ses affluents de la Loire-Atlantique.

### Climat
Pour des articles plus généraux, voir Climat des Pays de la Loire et Climat de la Loire-Atlantique.
En 2010, le climat de la commune est de type climat océanique franc, selon une étude du CNRS s'appuyant sur une série de données couvrant la période 1971-2000. En 2020, Météo-France publie une typologie des climats de la France métropolitaine dans laquelle la commune est exposée à un climat océanique et est dans la région climatique  Bretagne orientale et méridionale, Pays nantais, Vendée, caractérisée par une faible pluviométrie en été et une bonne insolation. 
Pour la période 1971-2000, la température annuelle moyenne est de 11,9 °C, avec une amplitude thermique annuelle de 13 °C. Le cumul annuel moyen de précipitations est de 793 mm, avec 12 jours de précipitations en janvier et 6,9 jours en juillet. Pour la période 1991-2020, la température moyenne annuelle observée sur la station météorologique de Météo-France la plus proche, « Saint-Nazaire-Montoir », sur la commune de Montoir-de-Bretagne à 16 km à vol d'oiseau, est de 12,6 °C et le cumul annuel moyen de précipitations est de 792,0 mm,. Pour l'avenir, les paramètres climatiques de la commune estimés pour 2050 selon différents scénarios d'émission de gaz à effet de serre sont consultables sur un site dédié publié par Météo-France en novembre 2022.

### Zones protégées, faune, flore

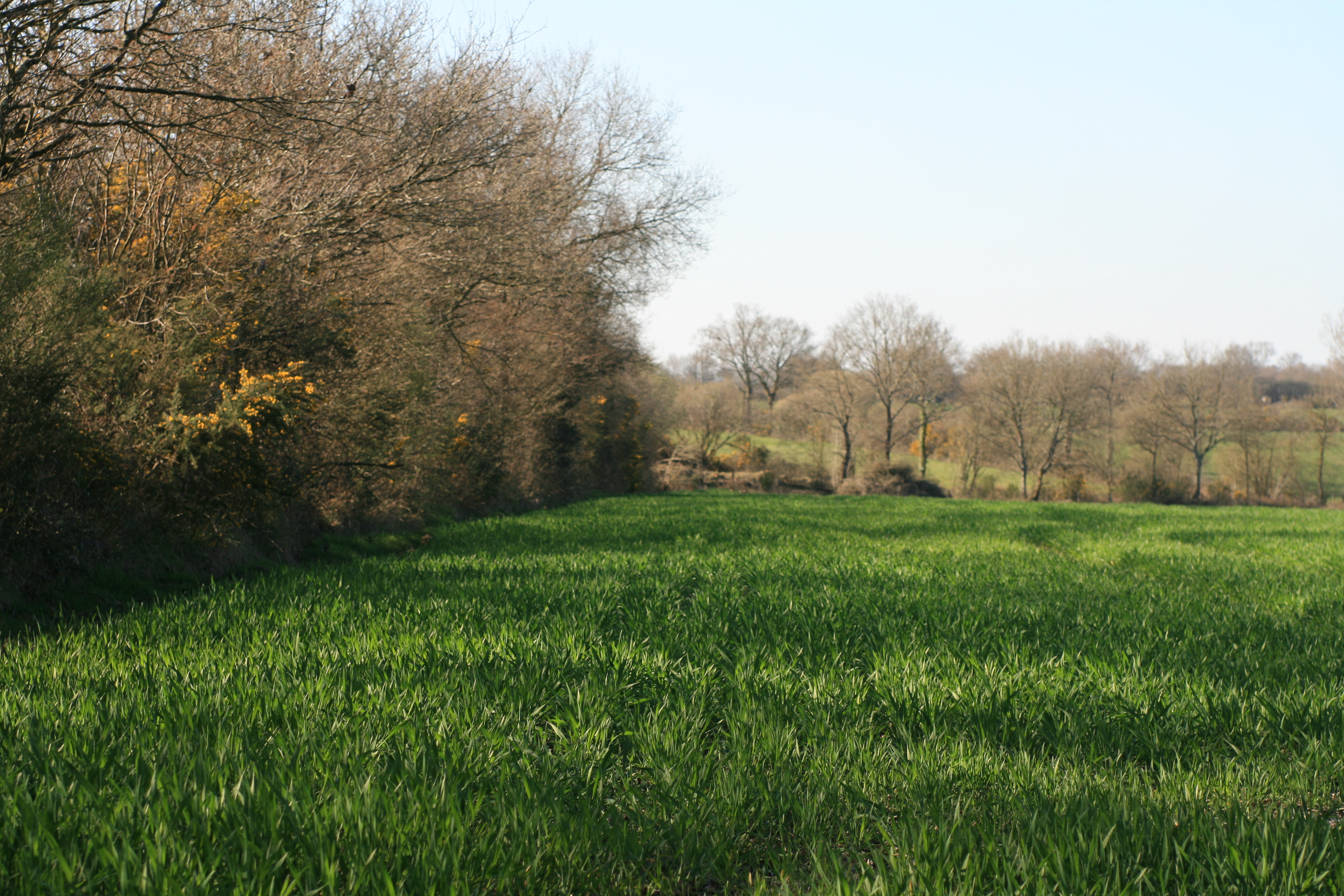
Bocage du Nord de Savenay.

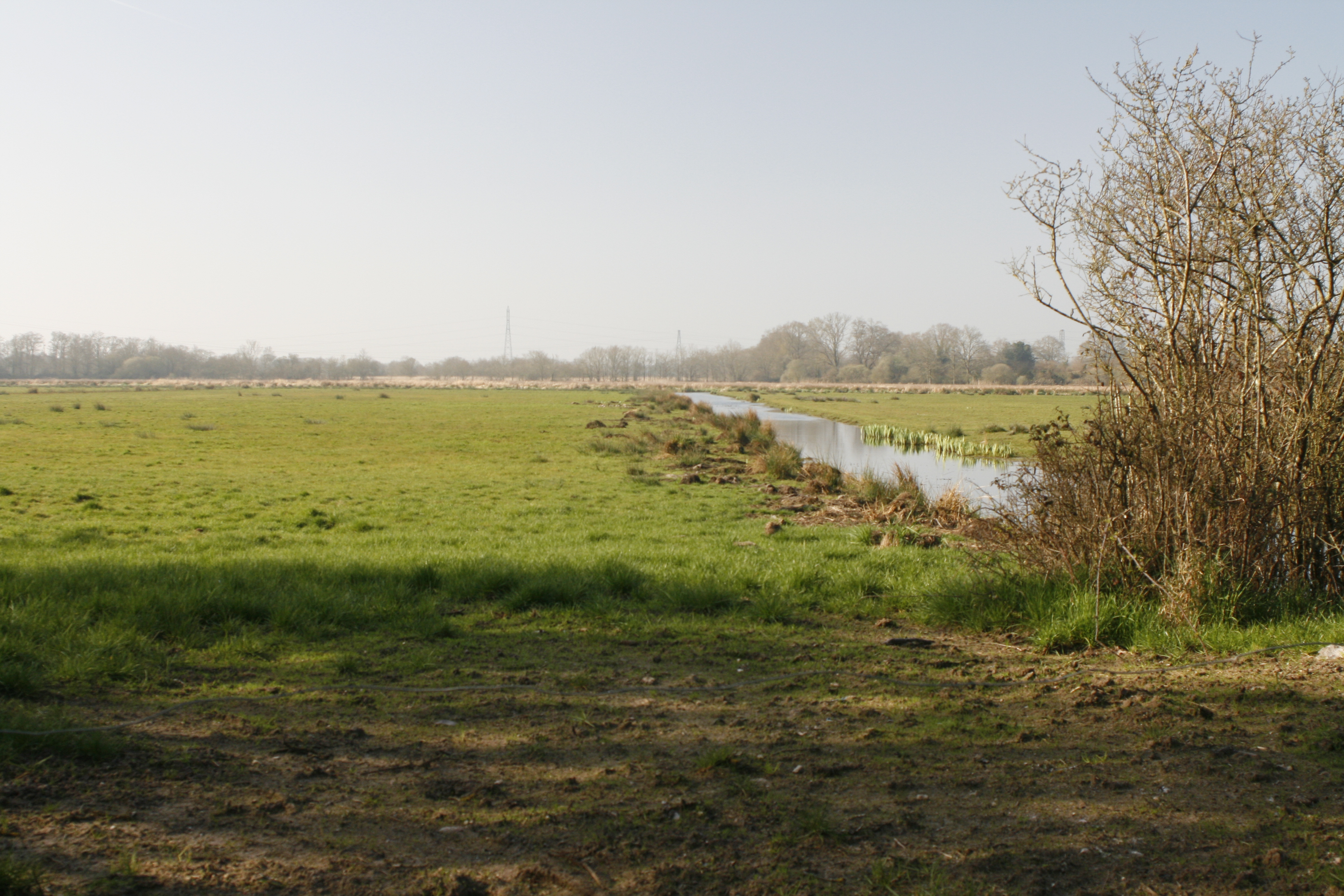
Prairie du marais du Fresnier.

Les coteaux du Sillon sont couverts de bois de feuillus (chênaie-charmaie). On y identifie en particulier des chênaies à chêne tauzin. Outre une flore en limite de sa zone de répartition, les ruisseaux abritent une grande diversité d'odonates. Ils sont répertoriés « espace à fort intérêt patrimonial » dans le SCOT de la métropole, et correspondent à une Zone naturelle d'intérêt écologique, faunistique et floristique (ZNIEFF) de type II.
La commune fait partie du grand ensemble constitué par l'estuaire de la Loire, zone humide considérable répertoriée dans de nombreux inventaires : Zone de protection spéciale et site d'importance communautaire pour Natura 2000, zone importante pour la conservation des oiseaux, ZNIEFF de type II, zone humide d'importance nationale.
Le bocage du Nord et de l'Est de la commune (bassin tertiaire de Campbon) fait partie d'un bocage relictuel du secteur de Malville, remarquable pour son bocage dense à chêne pédonculé et chêne tauzin. La faune qui l'habite est caractéristique de ce type de milieu. Il est également identifié ZNIEFF de type II.
En bordure Sud de la commune, les marais du Fresnier constituent une zone de prairies humides inondables abritant des essences rares et servant de zone de gagnage pour des oiseaux migrateurs et hivernants. Ils sont classés ZNIEFF de type I.

### Voies de communication et de transport
La ville est le lieu d'importants croisements de réseaux de transport.
Le réseau routier est marqué par la présence de l'échangeur de la Moëre reliant la RN 165 (Nantes-Brest) et la RN 171 (Laval-La Baule/Saint-Nazaire). Cet échangeur (précédé en direction de Nantes d'une portion en 2x4 voies), construit sur la plaine en pente douce, marque aujourd'hui une limite importante au sein de la commune. C'est à partir de cet échangeur que la RN 171 est aménagée en deux axes en 2x2 voies (vers l'Ouest). Le trafic moyen s'élève à 48 000 véhicules par jour sur la RN 165 et peut atteindre 65 000 véhicules par jour en retour de week-end.
Une route départementale, la RD 17/RD 217, longe le sillon au pied de l'escarpement et permet de rejoindre Saint-Étienne-de-Montluc et au-delà, Nantes. Elle permet encore à plus de 5 000 véhicules par jour de circuler. Enfin, la RD 771, d'orientation Ouest-Est, longe la N171 en direction de Prinquiau puis Saint-Nazaire.
En matière de transports en commun, Savenay est desservie par le réseau de cars Aléop. Deux lignes font halte à Savenay :
- Ligne 320 : Nantes Gare SNCF↔Savenay
- Ligne 350 : Nantes Gare SNCF↔Saint-Étienne-de-Montluc↔Savenay/Bouée

Le réseau Aléop fournit également un service de transport à la demande sur un périmètre prédéfini.
La voie ferrée parcourt le bas du sillon de Bretagne, sur la ligne de faille. Savenay est desservie par une gare de voyageurs. L'aiguillage séparant les voies en direction de Redon de la voie vers Saint-Nazaire est juste au nord de la gare. Cette gare assure aussi un rôle de gare de triage, en particulier pour le fret ferroviaire. Le réseau Aléop en TER dessert la ville, dont elle constitue un pôle important. En gare, les principales destinations sont Saint-Nazaire et Le Croisic (ligne 01), Nantes, Redon et Rennes (ligne 02) et Nantes et Quimper (ligne 02bis). De plus en plus de personnes travaillant à Nantes prennent le train à Savenay, en témoigne l'agrandissement du parking en 2010 puis en 2015. La gare est la troisième du département, derrière Nantes et St-Nazaire, en nombre de voyageurs.
L'espace communal de Savenay est aussi traversé par des réseaux de transport d'énergie : d'une part des lignes électriques provenant de la centrale thermique de Cordemais ; d'autre part des gazoducs issus du terminal méthanier de Montoir.

## Urbanisme

### Typologie
Au 1er janvier 2024, Savenay est catégorisée petite ville, selon la nouvelle grille communale de densité à sept niveaux définie par l'Insee en 2022.
Elle appartient à l'unité urbaine de Savenay, une agglomération intra-départementale regroupant deux  communes, dont elle est ville-centre,,. Par ailleurs la commune fait partie de l'aire d'attraction de Nantes, dont elle est une commune de la couronne,. Cette aire, qui regroupe 116 communes, est catégorisée dans les aires de 700 000 habitants ou plus (hors Paris),.

### Occupation des sols
L'occupation des sols de la commune, telle qu'elle ressort de la base de données européenne d’occupation biophysique des sols Corine Land Cover (CLC), est marquée par l'importance des territoires agricoles (70,1 % en 2018), en diminution par rapport à 1990 (75,5 %). La répartition détaillée en 2018 est la suivante :
zones agricoles hétérogènes (38,9 %), prairies (18,7 %), zones urbanisées (12,9 %), terres arables (12,5 %), forêts (6,5 %), zones industrielles ou commerciales et réseaux de communication (6,1 %), espaces verts artificialisés, non agricoles (4,4 %). L'évolution de l’occupation des sols de la commune et de ses infrastructures peut être observée sur les différentes représentations cartographiques du territoire : la carte de Cassini (XVIIIe siècle), la carte d'état-major (1820-1866) et les cartes ou photos aériennes de l'IGN pour la période actuelle (1950 à aujourd'hui).

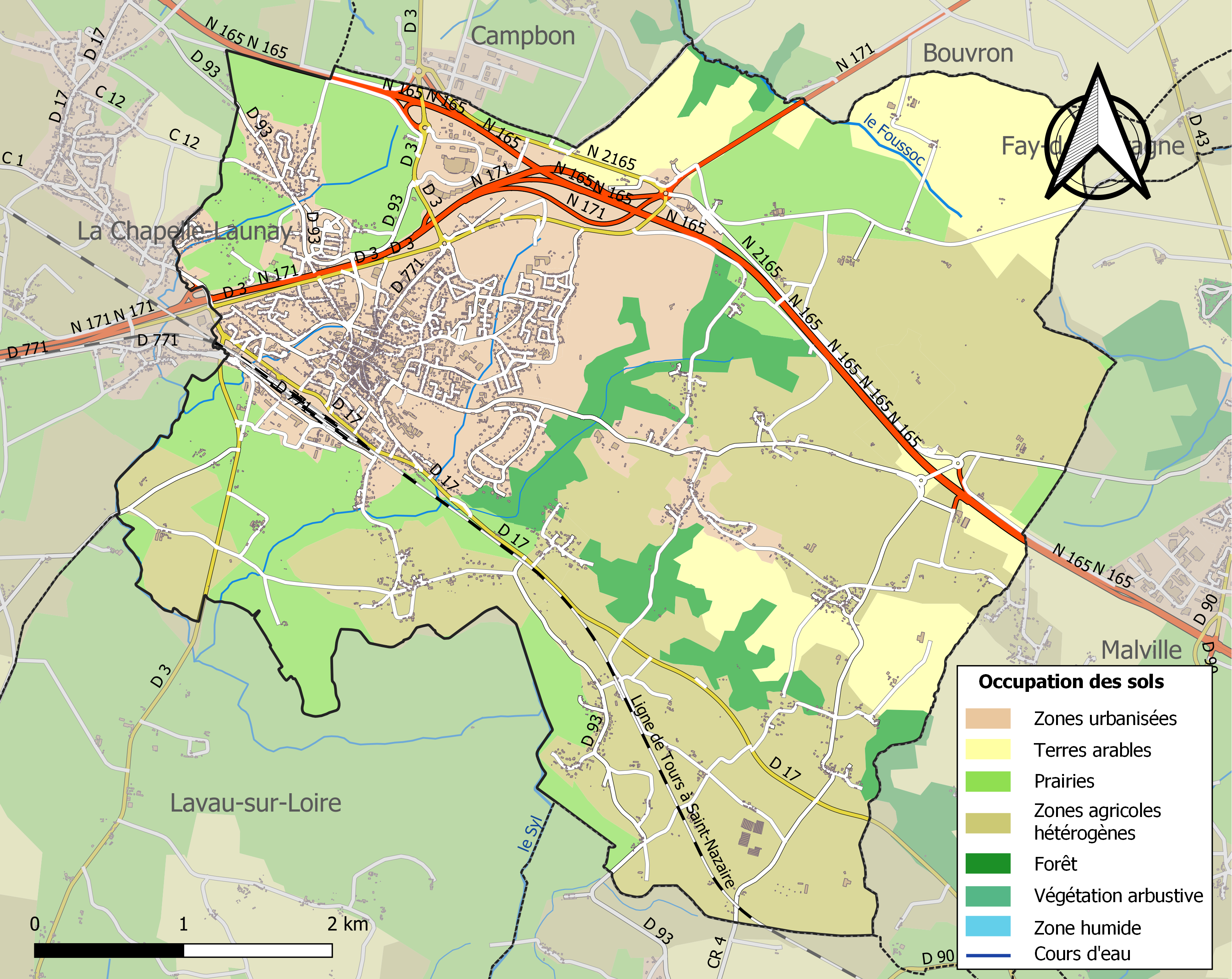
Carte des infrastructures et de l'occupation des sols de la commune en 2018 (CLC).

### Morphologie urbaine

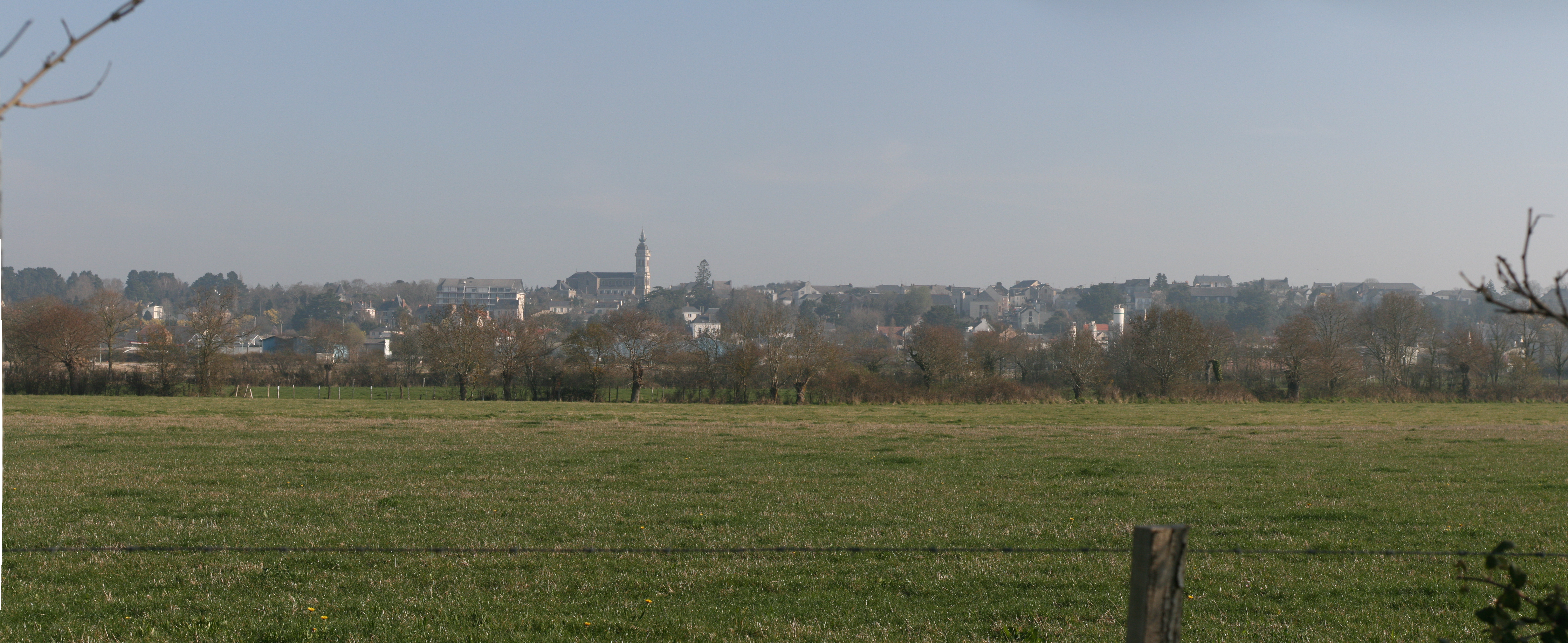
Panorama du bourg principal

Le bourg principal de Savenay a été édifié à l'ouest de la commune sur le plaine en pente douce et l’escarpement du Sillon de Bretagne. Relativement étendu, son extension est aujourd’hui contrainte par les voies rapides nord-ouest et nord et la vallée Mabile à l’est. Le bourg initial était construit sur un mamelon entre deux vallons du Sillon, au croisement entre la route de Saint-Nazaire, (D771) et la route qui rejoint le bas du coteau (D217 - direction Saint-Étienne-de-Montluc) à la N171 (direction Laval). C'est à ce croisement qu'ont été construites les halles qui constituent aujourd'hui le centre du village. L'urbanisation s'est, depuis, largement étendue, au point d'envahir les deux crêtes voisines (lotissements du Rocher et de l'Oisillière). Elle se concentre aujourd'hui dans le triangle formé par la N171 au nord-ouest, la voie ferrée au sud, et le lac de la vallée Mabile à l'est.
Plusieurs hameaux sont urbanisés, dont certains de façon ancienne. Leur répartition est différenciée. Le Bas-Matz est situé entre la N171 et la commune de la Chapelle-Launay, au nord-ouest du bourg de l'autre côté de la voie rapide. Le Hameau de la Gouairie est localisé à l'est du lac, au sommet d'un vallon du sillon de Bretagne. Il constitue, par son nombre de résidents, le plus important hameau de la ville. Celui de l'Oisillière est aujourd'hui quasi aggloméré au bourg, dont il n'est séparé que par un étroit vallon du sillon de Bretagne (« vallée des soupirs »). Le Clos est localisé sur le faux plat entre la N165 et la Gouairie, tandis que Brossais constitue le principal hameau du sud de la commune, dans la zone des marais de Loire.
Outre les processus d'urbanisation pré-cités, l'habitat relève également de formes dispersées, un hameau s’étant constitué autour de nombreuses fermes. La toponymie locale fait encore état de la diversité de l'ancien terroir rural : l'Auge, le Four, le Clos, la Vigne au Seigneur, le Vivier, les Pruniers...

### Architecture

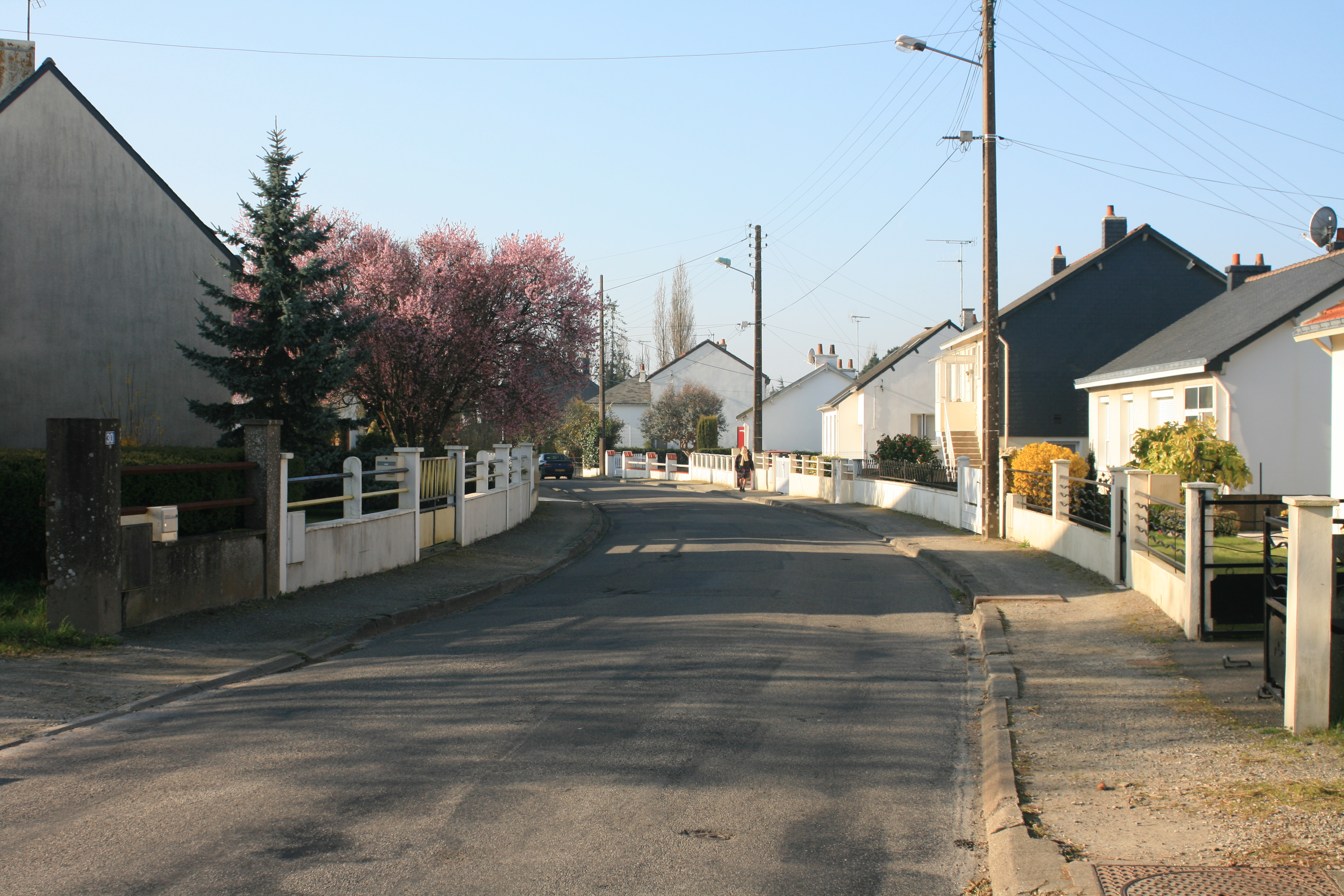
Exemple d'habitat caractéristique

L'architecture la plus fréquente correspond à de petites maisons mitoyennes, de un à deux niveaux maximum, et disposant d'un jardin à l'arrière du bâtiment. Les pièces sont généralement de petite taille. Quelques belles propriétés bourgeoises émaillent le centre-ville (plateau Thibaud, manoir de Bellevue). L'essentiel des maisons du centre-ville date du XIXe siècle. Dans les hameaux, l'habitat traditionnel est constitué d'anciennes fermes. Depuis la fin de la guerre, l'augmentation de la population de Savenay repose sur une offre important d'habitat individuel pavillonnaire, et ce aussi bien près du bourg que dans les hameaux. Plus récemment, le développement pavillonnaire s'est mué en lotissements, certains destinés à l'accession à la propriété et constitués de petites maisons (la Touchelais) ; d'autres caractéristiques des lotissements de banlieue élargie (l'Oisillière).

### Logement
En 2004, la commune compte 2 628 logements. La très grande majorité d'entre eux (94,6 %) sont des résidences principales, 1,02 % sont des résidences secondaires. 4,37 % des logements sont vacants.
La grande majorité des habitants sont propriétaires (64,6 %), et corrélativement 33,9 % des habitants sont locataires. On note que seulement 21,9 % des résidences principales ont été achevées avant 1949, contre 11,1 % depuis 1999. Ceci traduit la forte attractivité de la commune en matière de construction.
En 1999, 2,9 % des logements étaient des studios, 9,2 % sont des logements de deux pièces, 16,6 % en ont trois, 30,1 % des logements disposent de quatre pièces, et 41,2 % des logements ont cinq pièces ou plus. En 2004, le nombre moyen de pièces par maison est de 4,9 ; contre 3,1 pour les appartements. À la même date, 79 % des résidences principales sont de maisons, contre 19,3 % des appartements. Le type d'habitation le plus répandu est la maison individuelle de quatre pièce ou plus en propriété.
Le parc HLM est composé de 32 immeubles pour 191 logements. Ceci représente 7,26 % du total des logements, ce qui est très inférieur aux objectifs de la Loi de solidarité et de renouvellement urbain.
Un tiers environ (37,9 %) des résidents ont emménagé depuis moins de 5 ans dans leur résidence. Cependant, 46,2 % d'entre eux l'ont fait depuis plus de 15 ans. Avec un solde migratoire largement positif, Savenay peut donc être définie à la fois comme une ville d'immigration (installation de nouveaux résidents) et une ville où l'on s'établit durablement.

### Risques technologiques
Le seul risque majeur identifié dans le dossier départemental est lié au transport de matières dangereuses sur les deux routes nationales et la voie ferrée.

### Projets d'aménagement
Le Plan local d'urbanisme a été approuvé le 12 février 2008 qui définit quelques projets prioritaires.
L'aménagement de l'espace ferroviaire à proximité de la gare fait l'objet d'un projet de pôle relais de transports impliquant de nombreux partenaires. Des travaux de sécurisation et amélioration des accès à la gare ont eu lieu en 2010, et, d'autre part, de construire un accès sud (à horizon 2015) et permette l'extension de la surface de parkings de 40 %. Ce projet nécessite l'extension d'environ 15 m du tunnel qui permet de franchir les voies.
Un terrain communal (Lieu-dit « les landes de Courtilière », à environ 1 km au Nord de la voie express) est destinée à recevoir le futur Centre d'Enfouissement Technique pour traiter les déchets dits « ultimes ». Le projet est actuellement à la phase d'enquête publique. Le centre devrait entrer en service en 2012. Cependant le projet est contesté par la préfecture en raison de la proximité du projet d'aéroport du Grand Ouest.
L'aménagement de la ZAC de la Colleraye, située au cœur de l'échangeur N171 - N165 constitue également un enjeu prioritaire. Une première tranche de (26 ha) s'est achevée en 2009 implantant une grande surface et plusieurs entreprises de service. D'autres enseignes devraient les rejoindre d'ici 2010.
Enfin, des travaux sont en cours au sein de l'hôpital Loire & Sillon dans le but de le restructurer et d'étendre ses capacités de réception. Pour ce faire, la construction de trois nouveaux bâtiments est engagée.

## Toponymie
Selon les toponymistes, le nom Savenay (Savannacum en 848, Saviniacum en 1060, Seguignac en 1278 (mais Saint Vingnac en 1280 est une transcription erronée), est formé du nom propre latin Sabinus, augmenté du suffixe -acum signifiant « lieu de, domaine de ».
Savenay possède un nom en gallo :  Savenai, localement prononcé [savnaj] ou [savna].
En 1944, Théophile Jeusset crée un nom en breton pour la localité : Savenneg.Cette forme est reprise par l'Office public de la langue bretonne.
Le breton a été parlé dans la commune jusqu'au IXe siècle[réf. nécessaire]

## Histoire

### Préhistoire et Antiquité

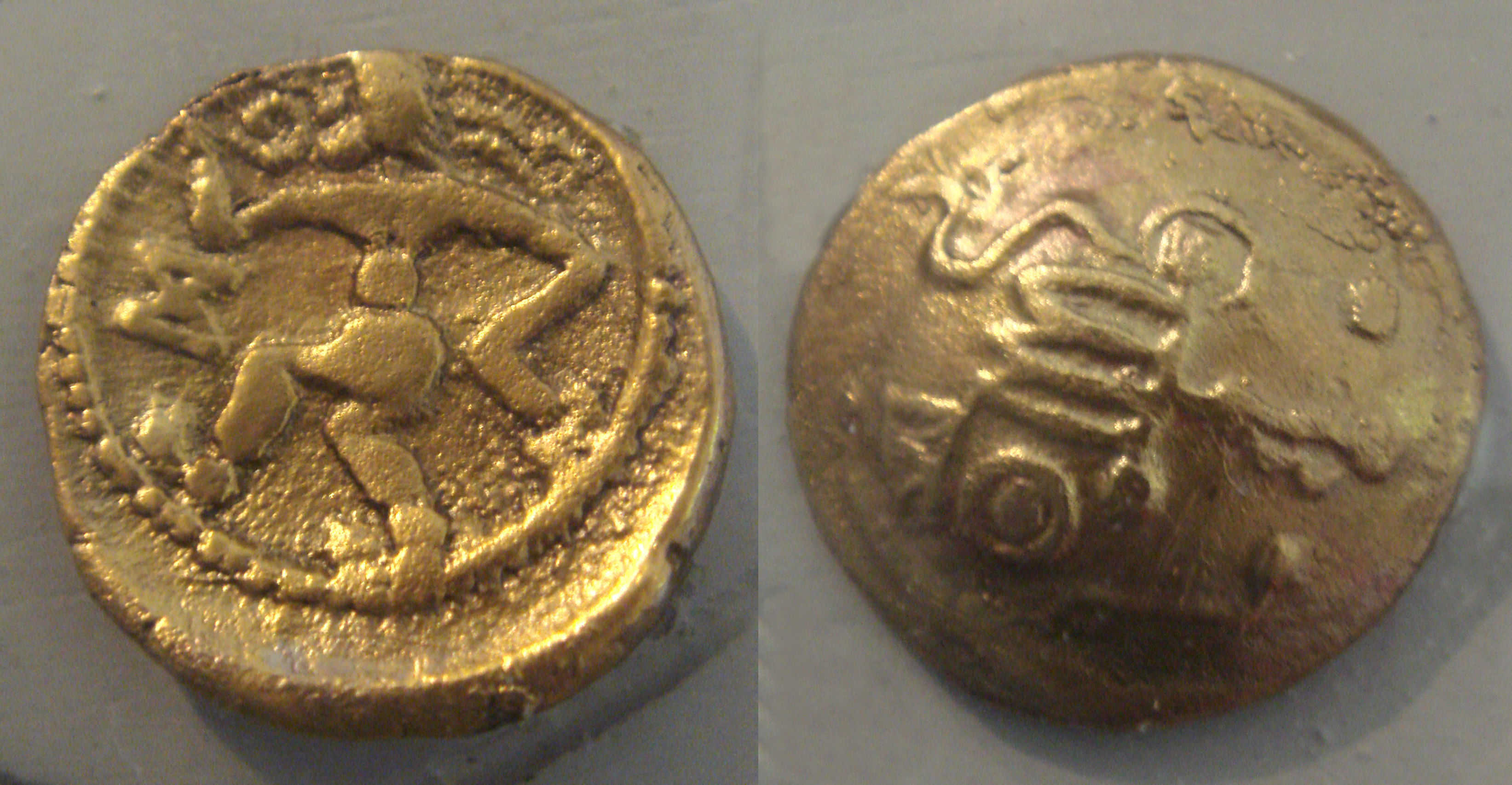
Monnaie Celte (Namnètes)

Une hache de pierre polie atteste que le site est occupé depuis le Néolithique par des groupes de chasseurs-cueilleurs. Des tailleries de silex du Paléolithique ont été retrouvées, qui attestent d'une sédentarisation progressive. Le dolmen de la Herviais était un autre témoignage de cette présence : il a été détruit au XIXe siècle pour empierrer des chemins. On a également retrouvé un menhir et des vestiges de barques.
Le site a été occupé par les Celtes, comme le prouvent les armes, monnaies, bijoux, etc. retrouvés à Savenay. Sur le site de la Colleraye, des vestiges d'occupation de l'âge du fer et de l'époque gallo-romaine, avec en particulier une fosse attribuable à la période de La Tène (du IIIe au Ier siècle av. J.-C.). Savenay fait partie du territoire des Namnètes.
Lors de la lutte de Jules César contre les Vénètes, Savenay héberge un centre de ravitaillement pour les légions romaines, et deux voies romaines s'y croisent. L'une venait de Vannes, le Chemin Breton, l'autre de Blain vers le port de Rohars (Bouée). Les vestiges de la présence romaine sont nombreux : poteries, amphores, traces de ciment romain.

### Du Moyen Âge à la Révolution

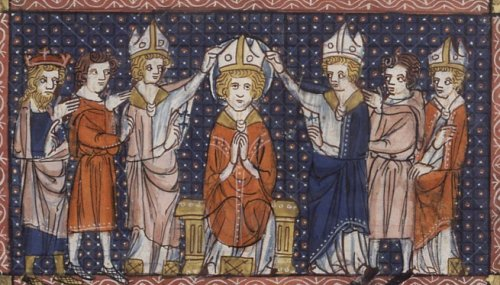
Hilaire de Poitiers, évangélisateur de la région.

Au IVe siècle, saint Hilaire, évêque de Poitiers, arrive dans la région pour l'évangéliser. Entre 430 et 448, saint Germain d'Auxerre accomplit la deuxième évangélisation. À la fin du VIe siècle, une population « entièrement bretonne de langue et de mœurs » s'établit dans « le pays de Guérande, et généralement toute cette partie de l'évêché de Nantes comprise entre la Vilaine, la Loire et une ligne allant de Savenay à La Roche-Bernard par Pont-Château ».
En 800, Savannacum est citée « centre de communication facile et tout près de l'océan ». Le cartulaire de Redon, en 848, cite la ville sous le nom de « Condita Savannacum » et y atteste la présence d'un château dès 842. Le rapport d'Ogée indique que la juridiction de Savenay passe pour la plus ancienne de Bretagne.
En 850, la région est conquise par le breton Nominoë. Celui-ci envahit notamment les villes de Nantes et de Rennes. L'année suivante, après la bataille de Jengland, la marche de Bretagne avec Nantes et Savenay est intégrée à la Bretagne par le traité d'Angers. De 919 à 939, la région est administrée par les Vikings. Avec l’aide d’une troupe de Bretons exilés et d’Anglais, Alain Barbetorte reprend la région de 937 à 939.

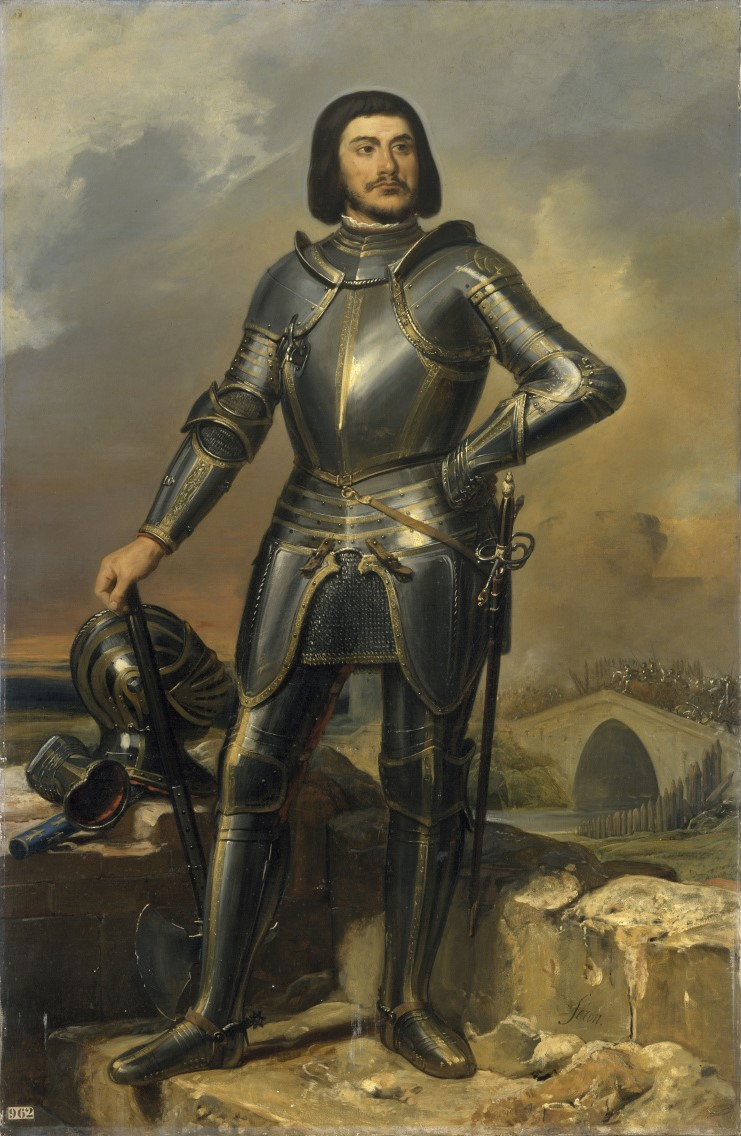
Gilles de Rais, l'un des seigneurs de la paroisse de Savenay.

La présence d'une seigneurie est attestée en 1050. En 1060 une église est dédiée à Martin de Tours.
De 1156 à 1203, la région passe sous l'influence de l'Anjou, et de la maison Plantagenêt. Au cours du XIIIe siècle, elle est rattachée au fief de La Roche-Bernard. En 1287, Savenay est une paroisse divisée en 5 frairies. En 1419, un couvent de Cordeliers est fondé par Jean V de Bretagne. La Bretagne jouit alors d'une paix et d'une prospérité sans précédent. En 1435, Gilles de Rais, criblé de dettes, vend la paroisse à Guillemette, veuve de Guillaume le Ferron.
Dans les enquêtes de la réformation des feux en 1448 et 1454, les juridictions suivantes sont citées comme relevant de la paroisse : La Babinais (Famille Le Lou), La Barbelais (Famille Macé), Le Chenet, Couebic, Mareil, Le Mas, La Pasquelais (Famille de la Haye), La Roche en Savenay et La Touchelais(Famille de Saint-Gilles).
En 1450, Jean de Châteaugiron, recteur de la paroisse de Savenay, fonde par testament l'aumônerie de Saint-Armel, futur hôpital. Il transmet à celle-ci un legs important, qui sera amplifié au fil du temps. En 1464, apparaît le premier registre paroissial de Savenay, un des plus anciens connus en Bretagne. La demande d'établissement des registres, par l'évêque Henri le Barbu, date de 1406. En 1467, le fief passe aux mains de Jean de Laval, baron de la Roche Bernard. En 1487 s'installe un couvent de Clarisses.
En 1547, « la Roche en Savenay » devient la propriété du Sire de Rieux, vicomte de Donges, et en dépend jusqu'à la Révolution. Au début du XVIIe siècle, le siège de la baronnie s'implante au manoir du Matz, en Savenay.
Les famines et les maladies sont fréquentes. La paroisse est particulièrement décimée par la famine et la peste en 1595. Un siècle plus tard, en 1709, le manque de nourriture fait encore des victimes.
Après la conspiration de Cellamare en 1720, une garnison fut expédiée à Savenay pour protéger le littoral contre un éventuel débarquement de troupes du roi d'Espagne Philippe V, et aussi pour surveiller la population, de nombreuses personnes de la région figurant sur la liste des conjurés de Cellamare.

### Révolution
En 1785, la famine frappe encore à Savenay. La ville rédige en 1789 son cahier de doléances.
Avec la Révolution française, l'organisation des territoires change. Ainsi, le 26 février 1790, la ville devient chef-lieu de district avec 18 communes. Le premier maire, Jean-Marie Benoiston de La Serpaudais, avocat et ardent révolutionnaire, deviendra député.

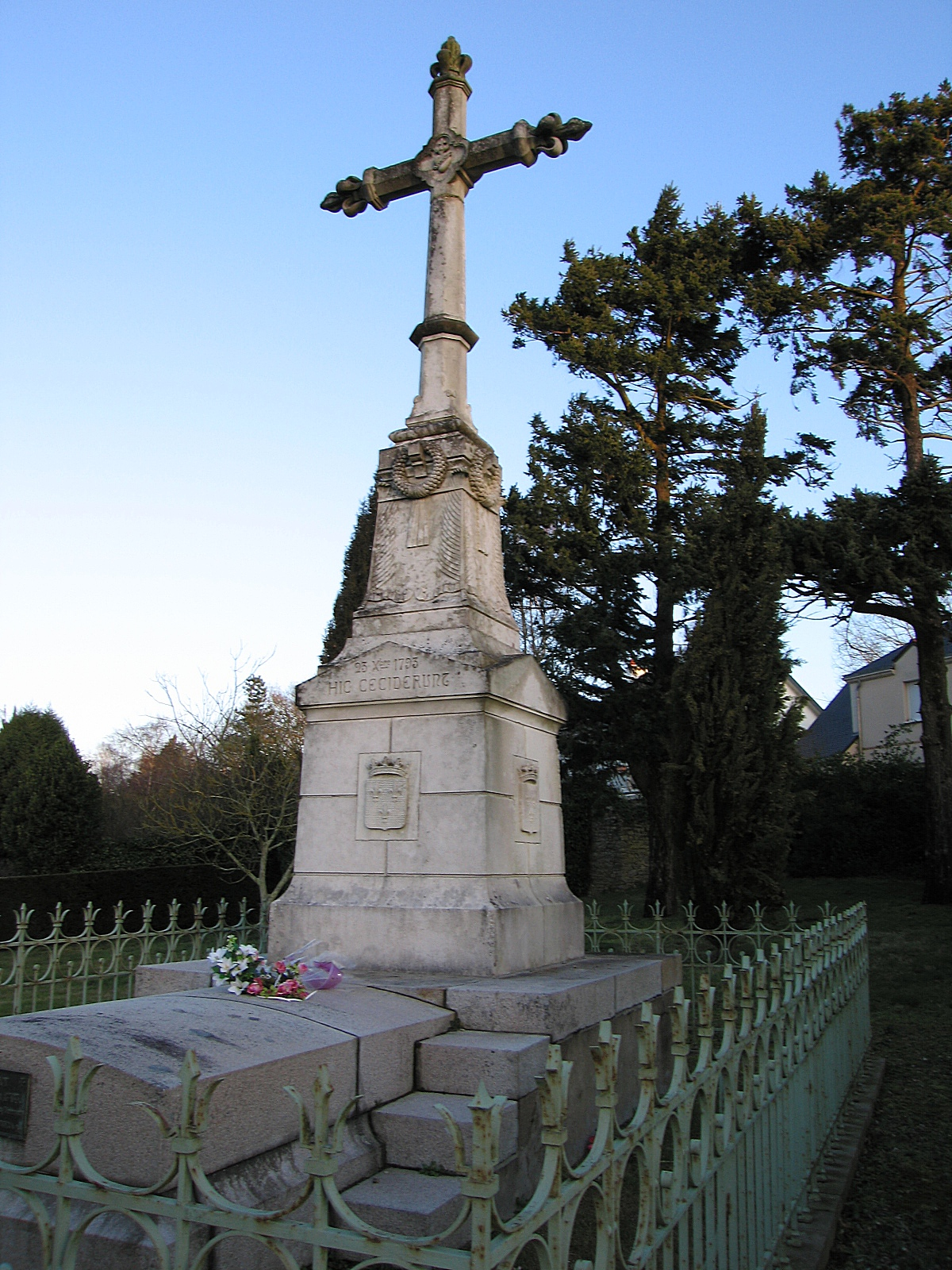
Croix commémorant la bataille de Savenay

#### Combat de Savenay
Comme toute la région, la ville est proche de la chouannerie et réfractaire à la levée en masse. Elle prend part à l'insurrection de mars 1793 : le 12 mars, 5 000 paysans s'emparent de la ville. Ils tuent ou blessent plusieurs gendarmes et mettent en fuite la garde nationale. Des patriotes sont molestés, le prêtre constitutionnel, un administrateur et deux douaniers sont lynchés.

#### Bataille de Savenay
Ayant échoué devant Granville en novembre 1793, puis au Mans le 10 décembre, l'armée vendéenne se replie sur Savenay. Les 6 à 7 000 personnes rescapées de la Virée de Galerne entrent dans la ville le 22 décembre 1793, sans coup férir. Dès le soir, un premier combat s'engage avec l'avant-garde de l'armée républicaine, mais le brouillard met fin au combat. Kléber convainc les républicains d'attendre le lendemain. Au matin du 23 décembre 1793, les blancs prennent l'initiative du combat, pour briser l'encerclement, mais doivent reculer devant le nombre. Lyrot est tué. Les derniers combats ont lieu autour de l'abbaye de Blanche Couronne.
Commence alors la recherche des combattants, qui tourne vite au carnage. La Commission Bignon ordonne l’exécution de tous les combattants vendéens pris les armes à la main. Les exécutions commencèrent le soir même de la bataille et se déroulèrent pendant huit jours.
La bataille marque la fin de la virée de Galerne et met définitivement fin à "la menace" que représente la Vendée pour la République. Selon Georges Touchard-Lafosse, « La ville met longtemps à se remettre des destructions de cette bataille ».

### DuXIXeauXXIesiècle

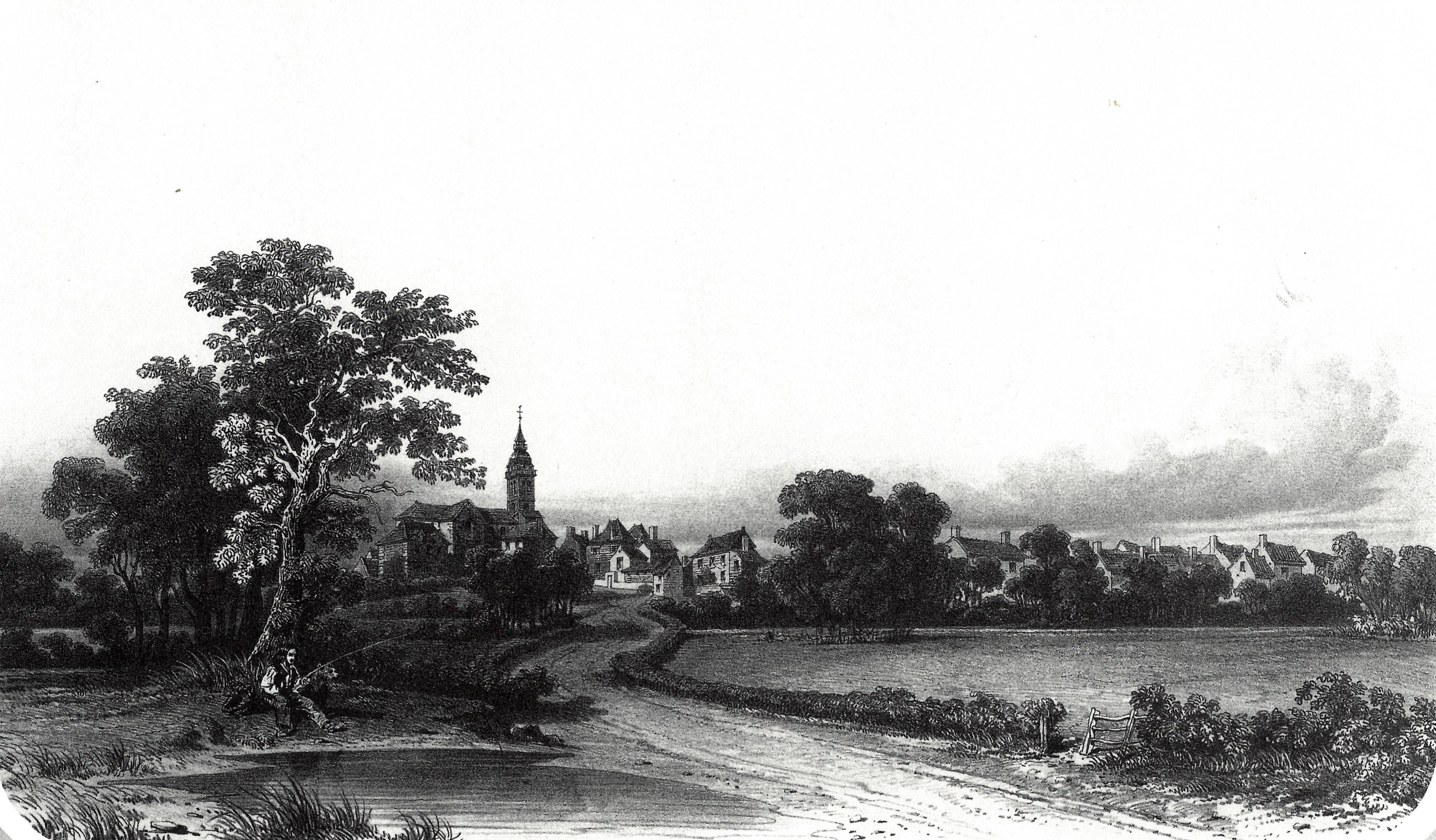
Vue de Savenay, dessin de Thomas Drake et lithographie d'Henri Daniaud, 1860.

Le 17 février 1800, Savenay devient sous-préfecture. En 1814, après l'abdication de Napoléon et durant les Cent-Jours, la ville reste fidèle à la monarchie.
C'est Blaise Delfaut, plusieurs fois maire, qui s'engage dès 1816 dans le défrichement des landes pour être transformées en prairies. De nouvelles cultures apparaissent et l'agriculture se développe fortement. Au milieu du XIXe siècle, la ville est connue pour son marché aux bestiaux, ayant lieu tous les mercredis de mars à juillet. Les foires aux bestiaux y sont « les plus importantes de la Bretagne pour ce genre de spéculations ». Neuf foires, seize marché-foires annuels et marchés du mercredi, trois foires pour les chevaux et moutons animent chaque année la place des halles.
Le XIXe siècle est pour la ville celui du développement : construction de la mairie (1830), de la nouvelle église (1840), création d'un champ de foire (1844), compagnie de sapeurs-pompiers (1848), reconstruction de l'hôpital (1852), maison d'école (1856).
L'année 1857 voit l'arrivée du chemin de fer à Savenay. La ville est traversée par la ligne Paris-Le Croisic. C'est en 1858 qu'Ange Guépin fixe sa résidence de campagne à l'Oisillière. Il y fera des expériences d'amélioration agricole. En 1868, la ville est administrativement déclassée et perd son statut de sous-préfecture au profit de Saint-Nazaire. Elle est cependant choisie pour l’implantation, en 1872, de la nouvelle école normale d’instituteurs. Des locaux dédiés seront inaugurés en 1912. La ville sera électrifiée en 1905.

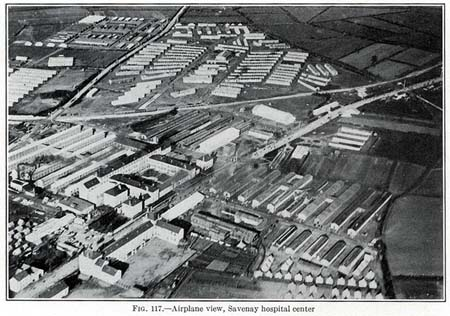
Vue aérienne de l'hôpital militaire américain, vers 1918.

Pendant la Première Guerre mondiale, 101 Savenaisiens sont morts ou disparus, soit 3 % de la population. Durant le conflit, le plus grand complexe hospitalier américain implanté en France occupe les locaux de l’école normale. Il compte jusqu’à 5 000 lits en 1919, avec des prévisions d’extension à 25 000 lits et voit passer près de 90 000 patients. L'armée américaine construit pour cet hôpital la retenue d'eau du lac de la vallée Mabille début 1918,.
Alors que l'implantation des socialistes et communistes reste faible dans la commune, les partis de gauche décident d'organiser à Savenay, le 11 octobre 1936, un meeting du Front populaire qui attire 15 000 personnes à l'hippodrome de la Touchelais.
Les premiers effets de la Seconde Guerre mondiale à Savenay sont les réquisitions de chevaux et de charrettes, envoyées à la gare de Saint-Étienne-de-Montluc. L'armée anglaise installe deux camps de transit dans la région, dont un dans la commune, à la Touchelais. La fuite de l'armée britannique devant les Allemands a livré à la population d'énormes quantités de vêtements et de produits alimentaires, que la population se charge de récupérer à son profit. La Wehrmacht installe un camp de prisonniers, le Fronstalag 232,. La commune abrite le siège de la Kommandantur lors de l'épisode de la poche de Saint-Nazaire, et n'est libérée que le 11 mai 1945 après la reddition de l'armée allemande, lorsqu'un détachement de gendarmerie précède des troupes alliées.
La piscine et la base de loisirs de la vallée Mabille sont aménagées à partir de 1967. En 1982, l'école normale est fermée. Les bâtiments reviennent au lycée. En 1986, la ligne de chemin de fer est électrifiée pour permettre le passage du TGV Atlantique. La nouvelle mairie est inaugurée en 1988.

## Politique et administration

### Tendances politiques et résultats
Les électeurs de Savenay votent généralement à gauche. Les élections municipales de 2008 font cependant exception, les électeurs ayant élu une liste de divers droite.
Pour l'élection présidentielle de 2002, les Savenaisiens avaient favorisé Lionel Jospin au premier tour avec 19,01 % des voix, avant de voter massivement pour Jacques Chirac au second tour en lui accordant 90,35 % des voix.
Lors des législatives de 2002, les électeurs se sont portés sur Claude Évin (PS) dès le premier tour avec 41,47 % des voix contre 25,11 % à Joël Gicquiaud (UMP) et 8,90 % des voix à Danielle Richard (UDF). Au second tour les voix se sont portées sur Claude Évin à 59,53 %.
Pour les Élections européennes de 2004, Les électeurs ont majoritairement choisi la liste de Bernard Poignant (PS) à 35,98 %, la liste des Verts obtenant 11,14 % et toutes les autres listes moins de 10 %. L'abstention, record, était de 53,56 %.
Lors du Référendum français sur le traité établissant une Constitution pour l'Europe en 2005, les Savenaisiens avaient approuvé le traité à 51,12 % avec une abstention de 27,23 % des inscrits. Ce résultat est inverse du résultat national, avec une participation supérieure.
À l'occasion de l'élection présidentielle de 2007, Ségolène Royal est arrivée en tête au premier tour avec 33,83 % des voix, contre 24,43 % à Nicolas Sarkozy, 19,94 % à François Bayrou, 6,37 % à Jean-Marie Le Pen et 5,47 % à Olivier Besancenot. Au second tour, les électeurs ont préféré nettement Ségolène Royal 58,30 % à Nicolas Sarkozy 41,70 %. Le taux d'abstention s'élevait à 11,30 % au premier tour et 12,23 % au second
Lors des législatives de 2007, les électeurs ont favorisé Marie-Odile Bouillé (PS) dès le premier tour, avec 38,14 % des voix, contre Jean-François Arthur (UMP) 33,79 %, Kevin Izorce (MoDem) 9,25 %, et Arlette Mousseau (Les Verts) 5,68 %. L'abstention de ce premier tour s'élevait à 35,71 %.
Au second tour, Marie-Odile Bouillé a été élue par les Savenaisiens avec 60,30 % des voix contre 39,70 % à Jean-François Arthur. L'abstention s'est élevée à 37,78 %
Pour les élections municipales de 2008, les électeurs ont choisi la liste sans étiquette Essor (enregistrée à la sous-préfecture comme étant de divers droite) à 53 % des voix, avec une abstention de 28,60 % des inscrits. André Klein a été élu maire au conseil municipal suivant.
Aux élections présidentielles de 2012, François Hollande est arrivé en tête au premier tour, avec 34,65 % des voix, contre 21,22 % à Nicolas Sarkozy, 12,69 % à Jean-Luc Mélenchon, 12,18 % à Marine Le Pen et 11,85 % à François Bayrou. Les autres candidats recueillent tous moins de 5 % des voix, l'abstention étant de 15,66 %. Au second tour, les électeurs ont choisi François Hollande à 61,71 % contre 38,29 % pour Nicolas Sarkozy. L'abstention s'est élevée à 15,97 %.
Les législatives de 2012 ont vu l'élection de Marie-Odile Bouillé (PS) dès le premier tour avec 51,70 % des suffrages de la circonscription. À Savenay, elle obtient 49,46 % des voix contre 20,99 % à Maryvonne Le Liboux (UMP), 8,32 % pour Jean-Claude Blanchard (FN), 4,65 % pour Yvon Renevot (Front de Gauche), 8,75 % pour Pascale Hameau (EELV), 3,05 % à Xavier Bruckert (MoDem) et 1,39 % des suffrages pour Charline Joly (MPF). Les autres candidats reçoivent chacun moins de 1 % des suffrages. L'abstention représente 40,47 % des voix,.

### Administration territoriale
Savenay fait partie du canton de Blain, dans l'arrondissement de Saint-Nazaire, et se trouve dans la huitième circonscription de la Loire-Atlantique.
Savenay est membre la communauté de communes Loire et Sillon fondée le 1er janvier 2002. Celle-ci intervient dans les domaines de l'urbanisme, du tourisme, des déchets, du sport et des transports scolaires, du logement, de l'emploi et du développement économique. Le 1er janvier 2017, les Communautés de communes Loire et Sillon et Cœur d'Estuaire constitue une intercommunalité unique sous le nom de « communauté de communes Estuaire et Sillon » dont Savenay est le siège.
Les autres compétences communales sont gérées directement par la mairie.

### Administration municipale

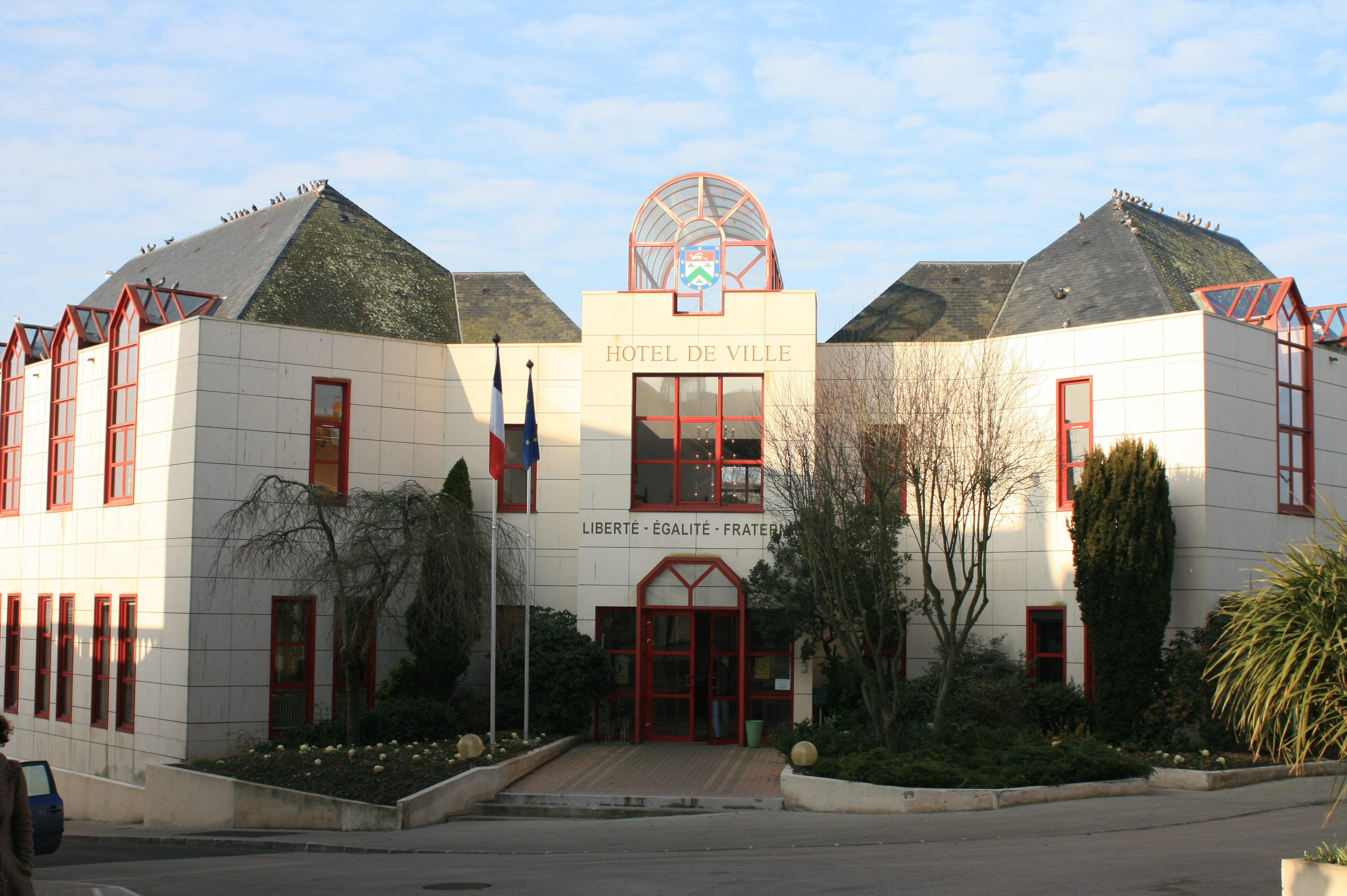
La mairie

Le conseil municipal est composé de 29 membres, dont le maire et 8 adjoints. Voici ci-dessous sa répartition, :
Le maire, cinq membres de la majorité et deux membres des minorités sont les représentants de la commune au conseil communautaire Estuaire et Sillon.

### Budget municipal et fiscalité
En 2007, le budget municipal s'élevait à 5 718 000 € en fonctionnement. Les recettes de fonctionnement sont fournies par les impôts et taxes pour 2 458 000 € et 1 643 000 € de dotation globale de fonctionnement. Les charges de fonctionnement sont réparties sur 2 556 000 € de charges de personnel, 1 184 000 € d'achats et charges externes, 241 000 € de charges financières. La commune dégageait un résultat comptable positif de 716 000 €.
En 2007, la capacité d'autofinancement brute était de 139 € par habitant, inférieure à la moyenne de la strate, qui s'élevait à 167 € par habitant.
En 2007, les investissements s'élevaient à 2 264 000 €, l'essentiel en dépenses d'équipement. L'endettement de la commune au 31 décembre 2007 s'élevait à 4 769 000 €, soit 659 € par habitant, ce qui est inférieur à la moyenne de la strate qui était de 872 € par habitant.
En 2008, la commune intervient comme suit pour ce qui concerne la taxation :
| Taxe d'habitation | 20,40 % |
| Foncier bâti      | 19,16 % |
| Foncier non bâti  | 47,22 % |

La commune ne prélève pas de taxe professionnelle, celle-ci est prélevée par la communauté de communes avec un taux de 15,95 %[Quand ?].

### Instances judiciaires et administratives
La ville dispose d'une gendarmerie, dite « Brigade territoriale autonome ». Elle dépend de l'arrondissement judiciaire de Saint-Nazaire, et dépend donc des tribunaux d'instance, de grande instance, de commerce et du conseil de prud'hommes de cette ville. La cour d'appel de référence est celle de Rennes. Les juridictions administratives de référence sont celles de Nantes (Tribunal administratif et cour administrative d'appel).

### Autres services publics
La ville dispose d'un centre de sapeurs pompiers. Créé en 1849, il compte aujourd'hui 80 soldats du feu et intervient sur le périmètre du canton. Il réalise environ 690 interventions par an.
En matière d'action sociale, un relais d’assistantes maternelles (RAM) est présent pour mettre en relation parents et assistantes maternelles, apporter un soutien à ces dernières dans leur métier et faciliter les recherches et les démarches des premiers. Le RAM organise aussi des matinées d'éveil pour rompre l'isolement des assistantes maternelles. C'est une structure intercommunale dépendante de la Communauté de communes Loire et Sillon. Le CCAS propose un service d'aide à domicile, de portage des repas, de la télé-assistance et dispose d'un foyer logement. La CRAM dispose d'un bureau en centre-ville.
Un établissement d'aide par le travail est installé à la Soubretière, à proximité de l'hôpital.

### Politique environnementale
La commune traite ses déchets dans le cadre de la communauté de communes, qui adhère à un syndicat intercommunal dédié. Ce dernier a engagé une politique rigoureuse de tri sélectif (séparant papiers ; verre ; emballages et ordures ménagères). Une déchèterie est à la disposition des habitants du canton.

### Jumelages
Au 1er janvier 2017, Savenay n'est jumelée avec aucune ville.

## Population et société

### Démographie

#### Évolution démographique
L'évolution du nombre d'habitants est connue à travers les recensements de la population effectués dans la commune depuis 1793. Pour les communes de moins de 10 000 habitants, une enquête de recensement portant sur toute la population est réalisée tous les cinq ans, les populations de référence des années intermédiaires étant quant à elles estimées par interpolation ou extrapolation. Pour la commune, le premier recensement exhaustif entrant dans le cadre du nouveau dispositif a été réalisé en 2004.

En 2022, la commune comptait 9 465 habitants, en évolution de +12,04 % par rapport à 2016 (Loire-Atlantique : +6,68 %, France hors Mayotte : +2,11 %).
| 1793  | 1800  | 1806  | 1821  | 1831  | 1836  | 1841  | 1846  | 1851  |
| ----- | ----- | ----- | ----- | ----- | ----- | ----- | ----- | ----- |
| 1 543 | 1 814 | 1 664 | 1 845 | 1 848 | 2 079 | 2 227 | 2 299 | 2 381 |

| 1856  | 1861  | 1866  | 1872  | 1876  | 1881  | 1886  | 1891  | 1896  |
| ----- | ----- | ----- | ----- | ----- | ----- | ----- | ----- | ----- |
| 2 680 | 2 803 | 2 879 | 2 720 | 2 902 | 3 047 | 3 319 | 3 272 | 3 172 |

| 1901  | 1906  | 1911  | 1921  | 1926  | 1931  | 1936  | 1946  | 1954  |
| ----- | ----- | ----- | ----- | ----- | ----- | ----- | ----- | ----- |
| 3 115 | 3 206 | 3 264 | 3 191 | 3 223 | 3 242 | 3 212 | 3 705 | 3 896 |

| 1962  | 1968  | 1975  | 1982  | 1990  | 1999  | 2004  | 2006  | 2009  |
| ----- | ----- | ----- | ----- | ----- | ----- | ----- | ----- | ----- |
| 4 134 | 4 317 | 5 046 | 5 679 | 5 314 | 5 890 | 6 608 | 6 899 | 7 350 |

| 2014  | 2019  | 2022  | - | - | - | - | - | - |
| ----- | ----- | ----- | - | - | - | - | - | - |
| 8 255 | 9 064 | 9 465 | - | - | - | - | - | - |

#### Pyramide des âges
La population de la commune est relativement jeune.
En 2018, le taux de personnes d'un âge inférieur à 30 ans s'élève à 38,8 %, soit au-dessus de la moyenne départementale (37,3 %). À l'inverse, le taux de personnes d'âge supérieur à 60 ans est de 20,1 % la même année, alors qu'il est de 23,8 % au niveau départemental.
En 2018, la commune comptait 4 299 hommes pour 4 573 femmes, soit un taux de 51,54 % de femmes, légèrement supérieur au taux départemental (51,42 %).
Les pyramides des âges de la commune et du département s'établissent comme suit.
| Hommes | Classe d’âge | Femmes |
| ------ | ------------ | ------ |
| 0,8    | 90 ou +      | 1,9    |
| 5,4    | 75-89 ans    | 7,8    |
| 11,6   | 60-74 ans    | 12,7   |
| 20,3   | 45-59 ans    | 18,7   |
| 21,5   | 30-44 ans    | 21,7   |
| 16,5   | 15-29 ans    | 15,0   |
| 23,9   | 0-14 ans     | 22,3   |

| Hommes | Classe d’âge | Femmes |
| ------ | ------------ | ------ |
| 0,6    | 90 ou +      | 1,8    |
| 6      | 75-89 ans    | 8,6    |
| 15,1   | 60-74 ans    | 16,4   |
| 19,4   | 45-59 ans    | 18,8   |
| 20,1   | 30-44 ans    | 19,3   |
| 19,2   | 15-29 ans    | 17,4   |
| 19,5   | 0-14 ans     | 17,6   |

#### Répartition des ménages
La répartition des ménages montre une prédominance des ménages de plus de deux personnes, donc de ménages familiaux.
Les ménages en 1999
| Ménages de :                | 1 personne | 2 pers. | 3 pers. | 4 pers. | 5 pers. | 6 pers. ou + |
| --------------------------- | ---------- | ------- | ------- | ------- | ------- | ------------ |
| Savenay                     | 25,91 %    | 32,85 % | 16,97 % | 15,69 % | 6,75 %  | 1,82 %       |
| Moyenne nationale           | 31 %       | 31,1 %  | 16,2 %  | 13,8 %  | 5,5 %   | 2,4 %        |
| Sources des données : Insee |            |         |         |         |         |              |

Le pourcentage des ménages ayant un enfant ou plus est de 64,1 % dont 6,6 % de familles monoparentales. 24 % des ménages sont des couples sans enfants, et 10,3 % des ménages seuls.

### Enseignement

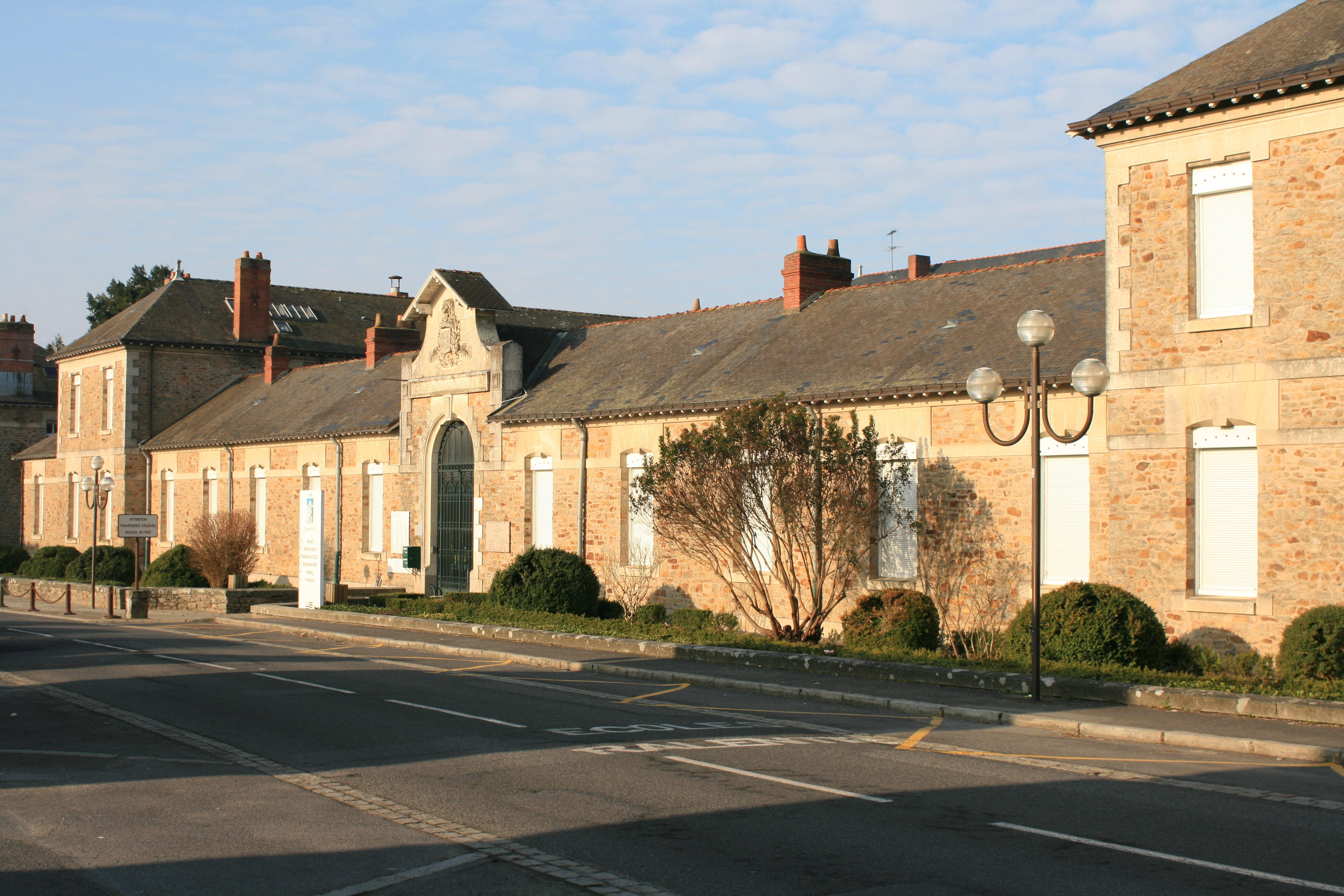
Le lycée Jacques-Prévert.

Savenay est située dans l'académie de Nantes.
La commune administre trois écoles communales : une école maternelle Prince Bois 5 classes, une école élémentaire Prince Bois et une école Primaire Robert Desnos 10 classes (fusion avec la maternelle Soubretière depuis juin 2012).
Quatre établissements privés sont installés sur la commune. Les trois établissements catholiques forment le groupe scolaire Jean-Marie de la Mennais : l’école Notre-Dame, 450 élèves ; le collège Saint-Joseph, 1130 élèves ; le lycée d'enseignement général et technologique Saint-François d’Assise, qui a ouvert ses portes à la rentrée 2023, et qui doit accueillir à court terme environ 950 élèves. Une école associative Diwan, ouverte en 2009, accueille des élèves de maternelle et de primaire ; à la rentrée 2018, 27 élèves étaient scolarisés à l'école Diwan (soit 2,3 % des enfants de la commune inscrits dans le primaire). 
Le département gère deux collège d'enseignement général : le collège Antoine de Saint-Exupéry, implanté à proximité du groupe scolaire Prince Bois, qui accueille un peu moins de 800 élèves et le collège Mona Ozouf, ouvert en 2016, qui accueille près de 500 élèves.
La région Pays de la Loire gère un lycée d'enseignement général : le lycée Jacques Prévert qui accueille 770 élèves sur l'année 2014/2015. En 2017, ce lycée fête le centenaire de l'hôpital américain établit à l'époque dans ses locaux. Les élèves du lycée sont ainsi particulièrement intéressés par les cours d'histoire.
Une halte garderie associative est présente au pôle enfance de la Soubretière. Ce pôle regroupe aussi le Club des jeunes et les locaux du relais assistantes maternelles.

### Manifestations culturelles et festivités
Le Festiv’Halles de Printemps est un rendez-vous de la vie culturelle savenaisienne qui a pris toute sa place dans le calendrier des festivités et qui commence à se construire une notoriété au-delà des frontières communales. Créé en 2009 pour valoriser le spectacle vivant, le Festiv'Halles de Printemps s'est renouvelé en 2012 pour offrir un panorama des arts de la rue. Ce rendez-vous annuel a lieu en mai[réf. nécessaire].

### Santé

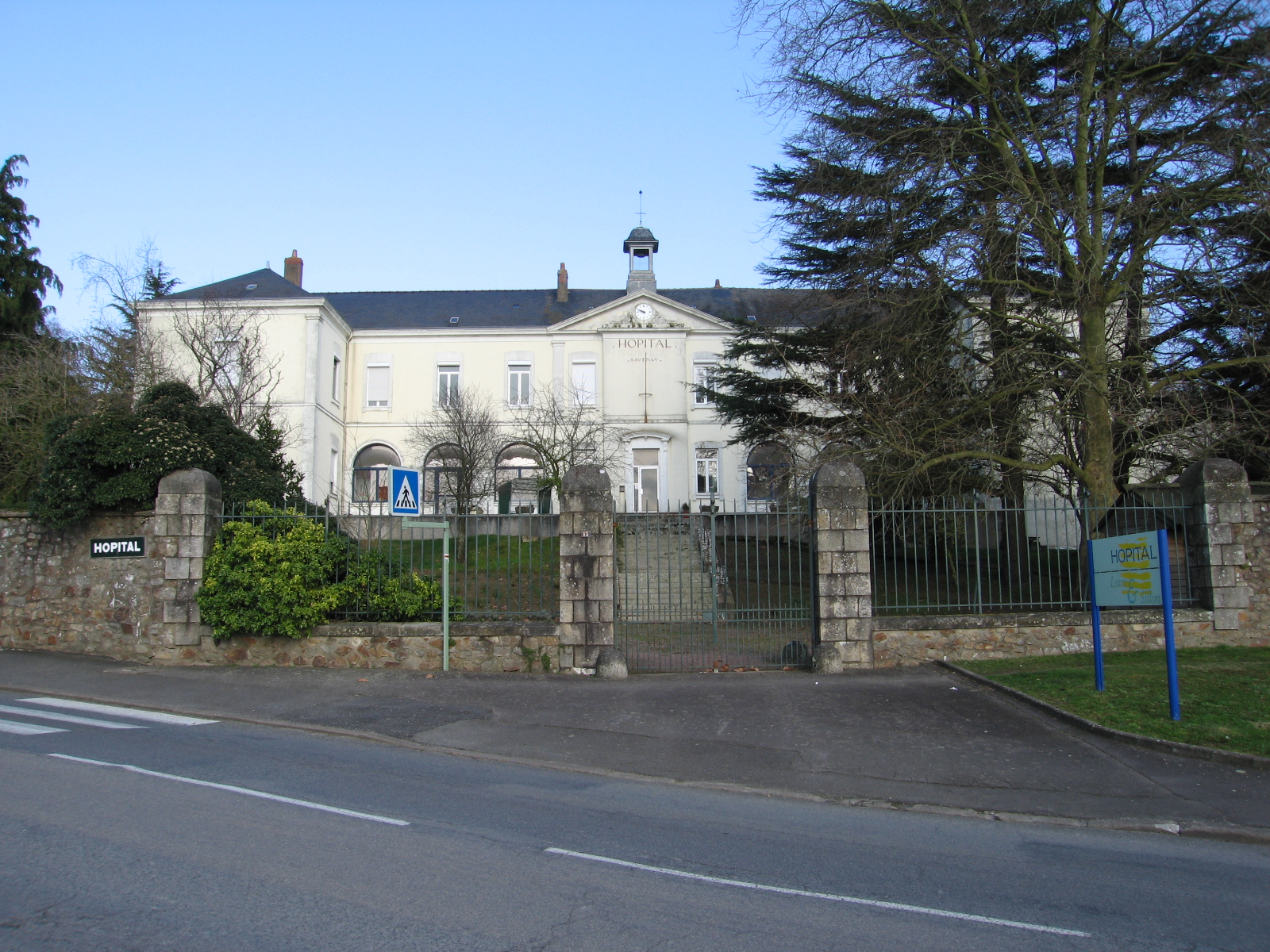
L'hôpital, le logis XIXe siècle

Savenay possède un hôpital, fondé en 1450. Il compte aujourd'hui 9 lits de médecine, 21 de moyen séjour, 72 de long séjour, 95 lits d'hébergement et 25 de soin à domicile. La ville compte plusieurs médecins généralistes, une gynécologue, un psychiatre ainsi que deux services d'ambulances et un laboratoire d'analyses. Trois pharmacies assurent la distribution de médicaments.

### Sports

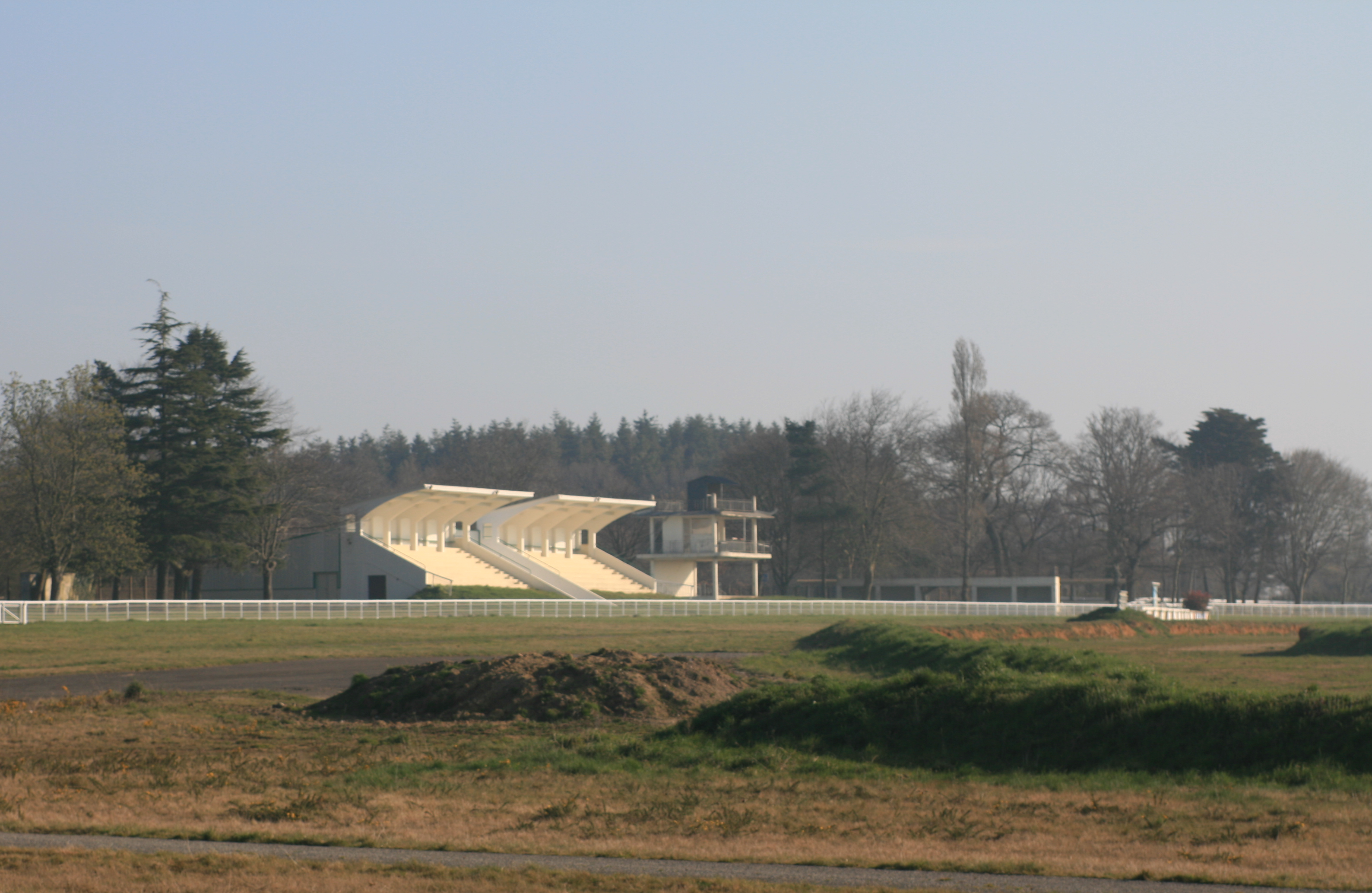
Installations de l'hippodrome

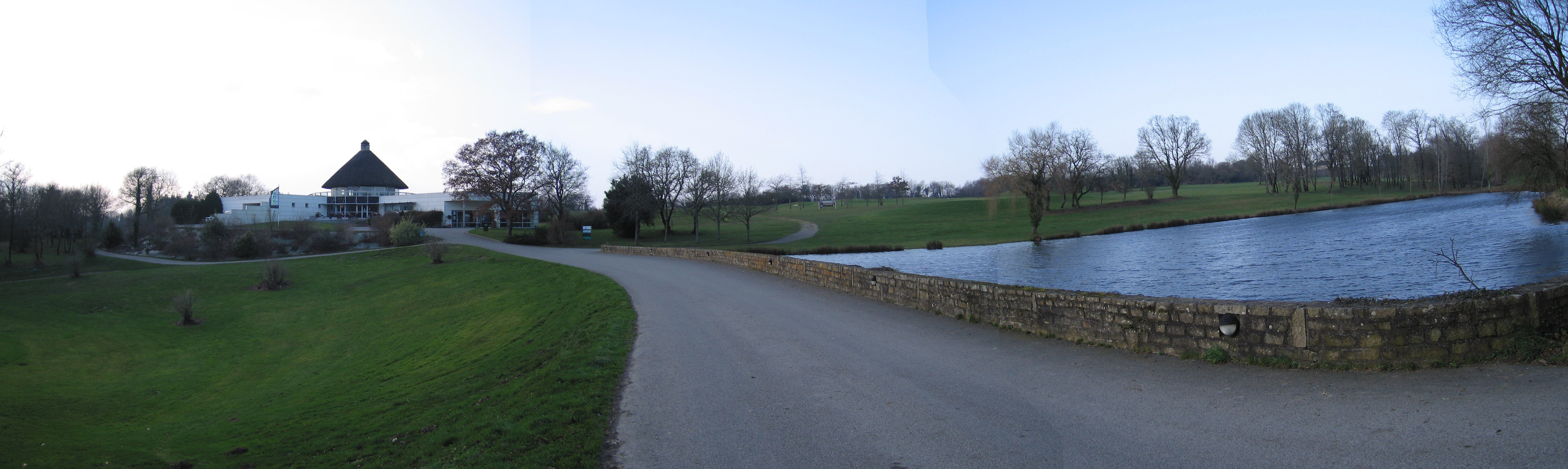
Golf de Savenay

La commune possède un stade, un gymnase intercommunal et un complexe polyvalent intégrant un dojo. Un golf et un hippodrome sont implantés sur la commune. Près du lac de la vallée mabile sont regroupés des courts de tennis, la piscine, un site de grimpe d'arbres et un parcours santé.
De nombreuses autres disciplines sont praticables à Savenay telles que le cyclisme, le football, le basket-ball, l'haltérophilie, le handball, le judo, le karaté, l'aïkido, le ping-pong, le badminton, le golf, l'équitation, la randonnée, le VTT, le paintball, etc.
Un pôle de loisirs est implanté au bord du lac de la vallée mabile, il comprend des activités de tennis, une piscine, un site d'accrobranche, et le camping municipal d'une capacité de 83 emplacements. Par ailleurs, deux sentiers de randonnée sont balisés sur la commune.

### Médias
La presse écrite locale est principalement dominée par le Groupe SIPA - Ouest-France et ses éditions de Ouest-France et Presse-Océan.
Deux chaînes de télévision locales se partageant un canal émettent sur la région nantaise : TéléNantes et Nantes 7. Pour les informations locales, la chaîne France 3 émet un décrochage local avec France 3 Ouest Estuaire.

### Cultes
Savenay dispose d'un seul lieu de culte catholique : l'église Saint-Martin. Elle fait partie du diocèse de Nantes et de la paroisse Saint-Martin-du-Sillon.

## Économie

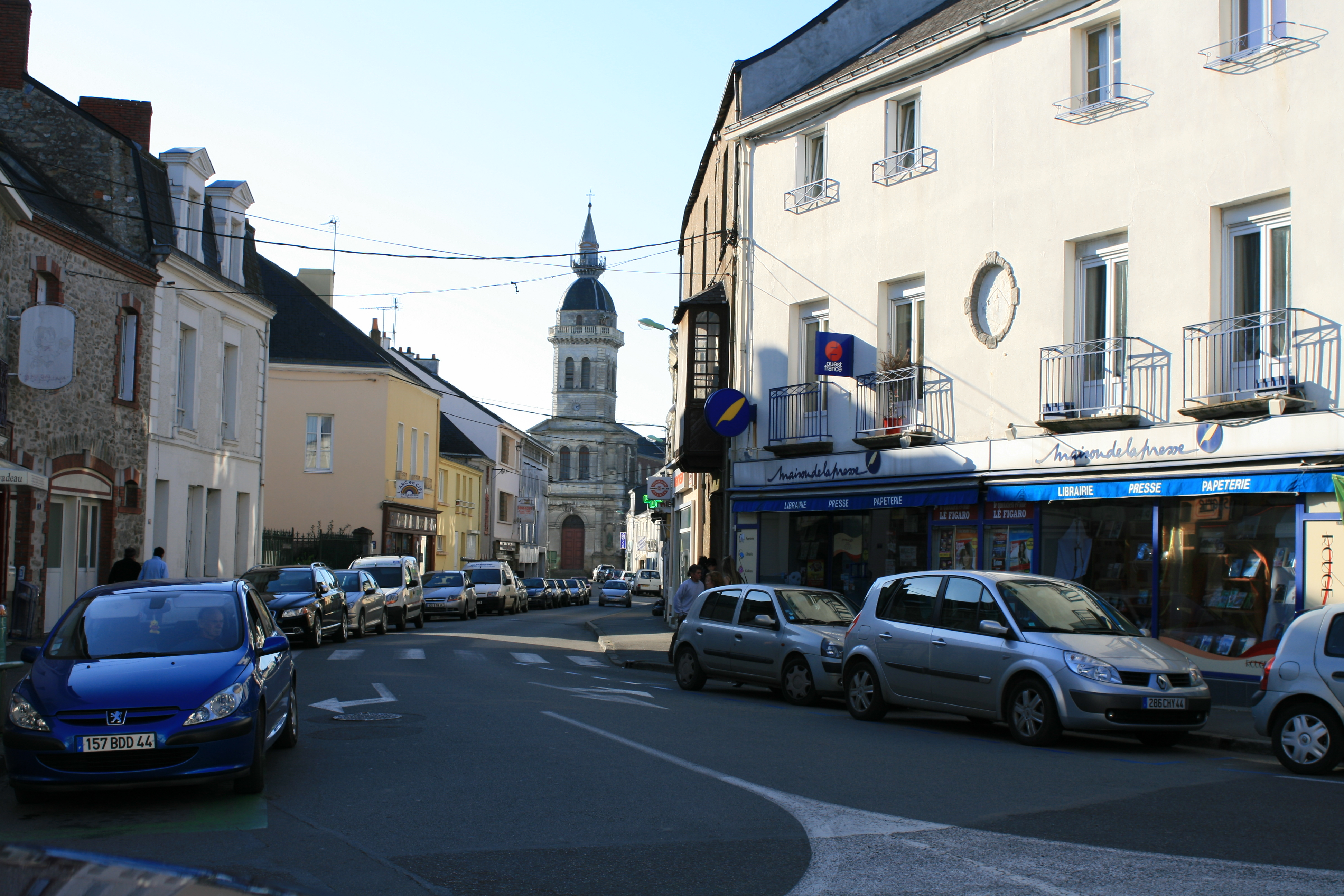
Commerces de proximité

### Revenus de la population et fiscalité
En 2006, 50,3 % des foyers fiscaux de la commune étaient imposables. Le revenu net imposable moyen s'élevait à 19 743 €. Les revenus déclarés étaient pour 70,5 % des revenus salariaux et pour 21,7 % des pensions, retraites ou rentes.
En 2007, le revenu fiscal médian par ménage était de 18 080 €, ce qui place Savenay au 9 432e rang parmi les 30 714 communes de plus de 50 ménages en métropole.

### Emploi
La ville constitue un pôle rural d'activités. Environ 40 % des habitants du canton travaillent dans ce même canton[réf. nécessaire], une bonne partie des entreprises étant localisée à Savenay. C'est à la fois un centre de services spécifiquement ruraux (agriculture, commerces de proximité) mais aussi de services intermédiaires (supermarchés, hypermarché, sociétés de transport, artisans).
Le reste des habitants travaillent dans les agglomérations de Saint-Nazaire et de Nantes.
En 1999, Savenay comptait 2 208 actifs. Parmi ceux-ci, 234 personnes disposaient d'un emploi non salarié. Le taux de chômage de la ville s'élevait alors à 11,6 %.
Catégorie socio-professionnelle des actifs
|                             | Agriculteurs | Artisans, commerçants, chefs d'entreprise | Cadres, professions intellectuelles supérieures | Professions intermédiaires | Employés | Ouvriers |
| --------------------------- | ------------ | ----------------------------------------- | ----------------------------------------------- | -------------------------- | -------- | -------- |
| Savenay                     | 1,3 %        | 7,3 %                                     | 11,2 %                                          | 20,4 %                     | 39,5 %   | 20,3 %   |
| Moyenne du canton           | 4,9 %        | 7,0 %                                     | 7,2 %                                           | 16,7 %                     | 29,3 %   | 34,8 %   |
| Moyenne départementale      | 2,6 %        | 6,2 %                                     | 11,7 %                                          | 24,1 %                     | 28,9 %   | 26,5 %   |
| Sources des données : Insee |              |                                           |                                                 |                            |          |          |

Centre d'emploi et de services du canton, Savenay abrite proportionnellement moins d'agriculteurs et d'employés, mais plus de cadres et de professions intermédiaires que le niveau moyen cantonal. De manière inverse, la population du canton est composée de taux d'agriculteurs et d'ouvriers plus élevés et de taux de cadres et de professions intermédiaires moindre que les taux moyens départementaux. 34 % des actifs de Savenay travaillent dans la même commune, la majorité des actifs travaillant en dehors de l'unité urbaine.

### Entreprises et commerces
En 2006, on dénombrait 366 entreprises dans la commune (hors agriculture). L'écrasante majorité d'entre eux (87 %) se situait dans le secteur des commerces et services. 92 % d'entre eux étaient des établissements de moins de 10 salariés. Ces établissements représentaient 1 691 postes salariés soit une moyenne de 4,62 salarié par établissement. La sphère productive représentait 15,3 % de ces établissements, la fonction publique 6,3 % et l'économie résidentielle domine avec 78,4 % des établissements. Dans le secteur agricole, les 44 exploitations (en 2000) de la commune utilisent une SAU de 1 562 hectares de terres agricoles. Le fermage concerne 71,6 % de ces surfaces. C'est l'élevage bovin extensif qui domine l'activité agricole.

## Culture locale et patrimoine

### Monuments religieux

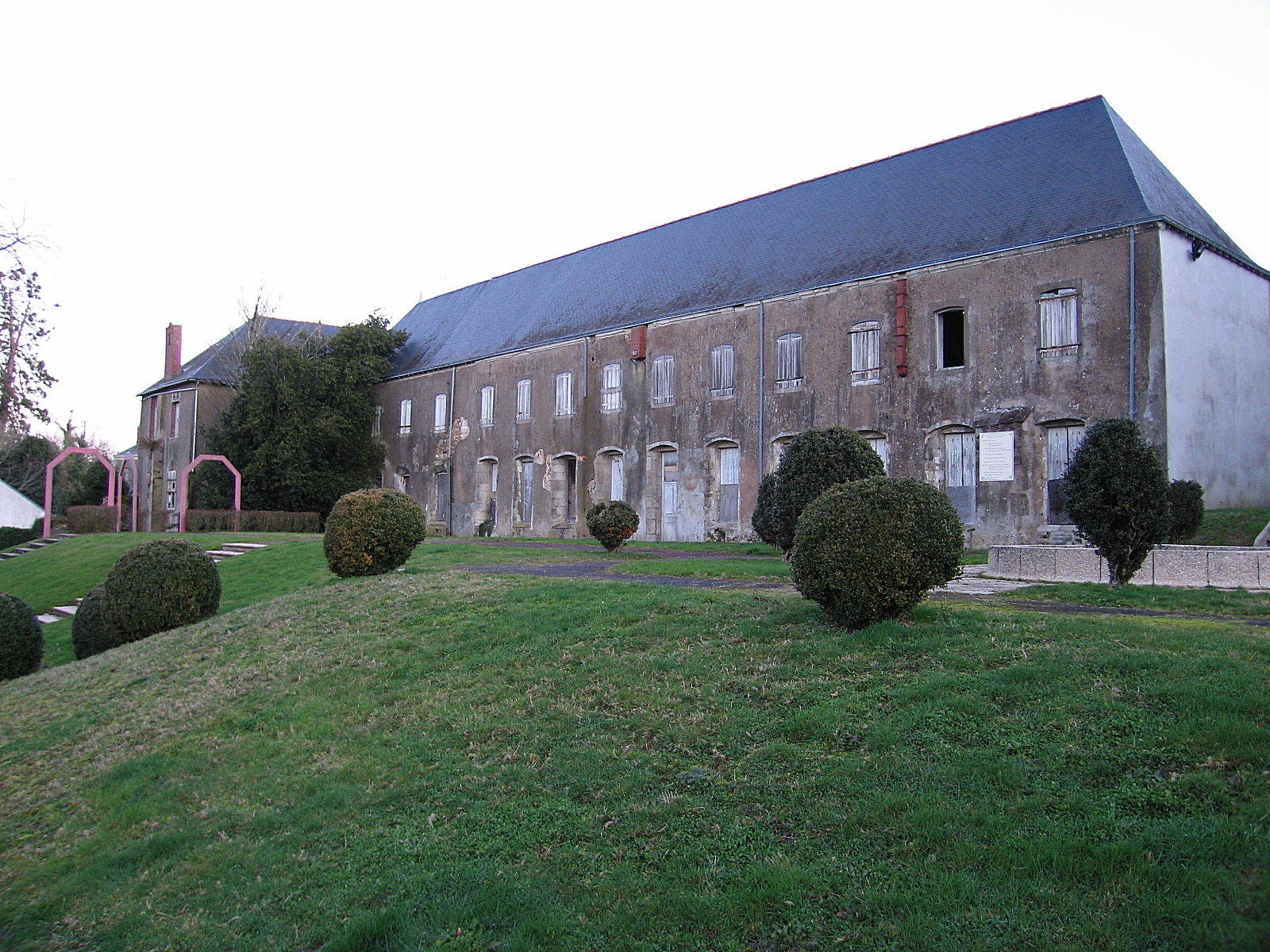
Ancien couvent des Cordeliers.

L'église Saint-Martin est de style néo-renaissance. Elle est érigée en 1841 par l'architecte Théodore Nau, à la place d'une église du XVe siècle dédiée à Saint Martin de Tours, car la municipalité voulait un monument digne du statut de sous-préfecture. Son clocher présente un faux-bulbe. Elle offre une disposition inhabituelle car ouverte à l'est. Elle est livrée inachevée car l'entrepreneur avait pris la fuite.
Le couvent des Cordeliers est un édifice fondé en 1419 par Jean V de Bretagne. Il est devenu bien national durant la Révolution, et il est utilisé successivement comme sous-préfecture, tribunal, gendarmerie, maison d'arrêt puis école. Il abrite un hôpital lorsque la Croix-rouge américaine s’y installe durant la Première Guerre mondiale. Après avoir hébergé la poste, il est inoccupé au début du XXIe siècle,. L'édifice a été entièrement rénové entre 2016 et 2017, et devient provisoirement un centre de vaccination, en 2021, durant la pandémie de Covid-19.
On compte deux chapelles sur le territoire de Savenay. La chapelle Saint-Armel (début XXe) à l'hôpital. La chapelle de la Moëre (XIXe) est située dans un ancien orphelinat géré par les sœurs de Bethléem, aujourd'hui maison de retraite, l'Accueil. Un presbytère date du XIXe siècle.
Une croix datant de 1881 commémore le massacre des Vendéens lors de la bataille de Savenay pendant la Révolution française. On trouve aussi une urne funéraire avec ossements.

### Monuments civils

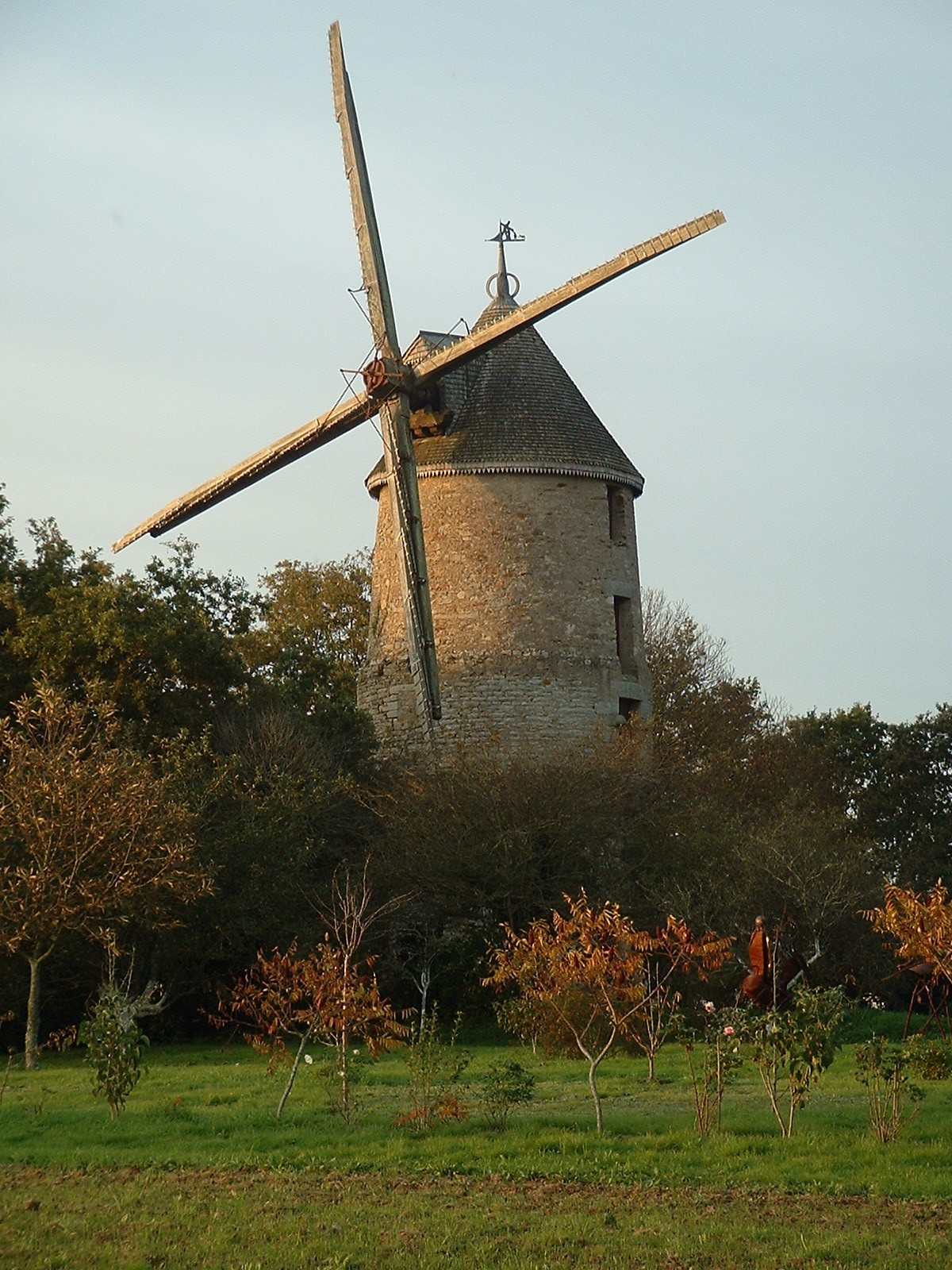
Le moulin de la Pâquelais, seul bâtiment de la commune inscrit à l'inventaire des monuments historiques

Pas moins de cinq moulins sont présents sur le territoire communal. Le plus connu est le moulin à vent de la Pâquelais datant de 1545 et modifié en 1911. Celui-ci est inscrit à l'inventaire des Monuments historiques depuis 1996. On peut aussi noter les moulins à vent de l'Angellerais XIXe, des Épinettes XIXe, du Rocher et de la Butte des Vignes.
Plusieurs demeures remarquables font état des traditions aristocratiques puis notabiliaires passées. Ainsi, l'ancien manoir du Matz (XVIe siècle), le Château de Therbé (XIXe siècle) ou encore le Manoir de Bellevue, situé rue Saint-Michel et édifié par la famille Huet de Coëtlizan (hommes de loi), et l'Oisillière - propriété nobiliaire rachetée en 1858 par l'historiographe Charles Dugast-Matifeux et le docteur Ange Guépin afin d'y installer une ferme expérimentale -, témoignent de l'histoire de la cité.
Au no 10 de la rue de l'hôpital et au no 29 de la rue de l'église, deux demeures bourgeoises, construites respectivement en 1786 et au XIXe, ainsi que le presbytère (XIXe) rappellent le Savenay de l'époque moderne. La Halle, ancienne mairie construite à la même époque (XVIIIe et XIXe siècles), fait désormais office de médiathèque, de marché et d'office de tourisme.
La gare (1857) et l'hôpital (1852-1857 puis 1912-1937) témoignent des premiers développements de la villégiature vers les stations balnéaires littorales. La gare, qui a fêté ses 150 ans en 2007, a été entièrement rénovée.
L'ensemble architectural (écoles, collège, lycée public) de la rue Malègue date de 1908-1912. Il fut transformé en hôpital américain lors de la Première Guerre mondiale. Le château d'eau (1910), l'un des plus anciens du département, témoigne encore de la croissance urbaine de la seconde partie du XIXe et de travaux d'infrastructures plus contemporains.

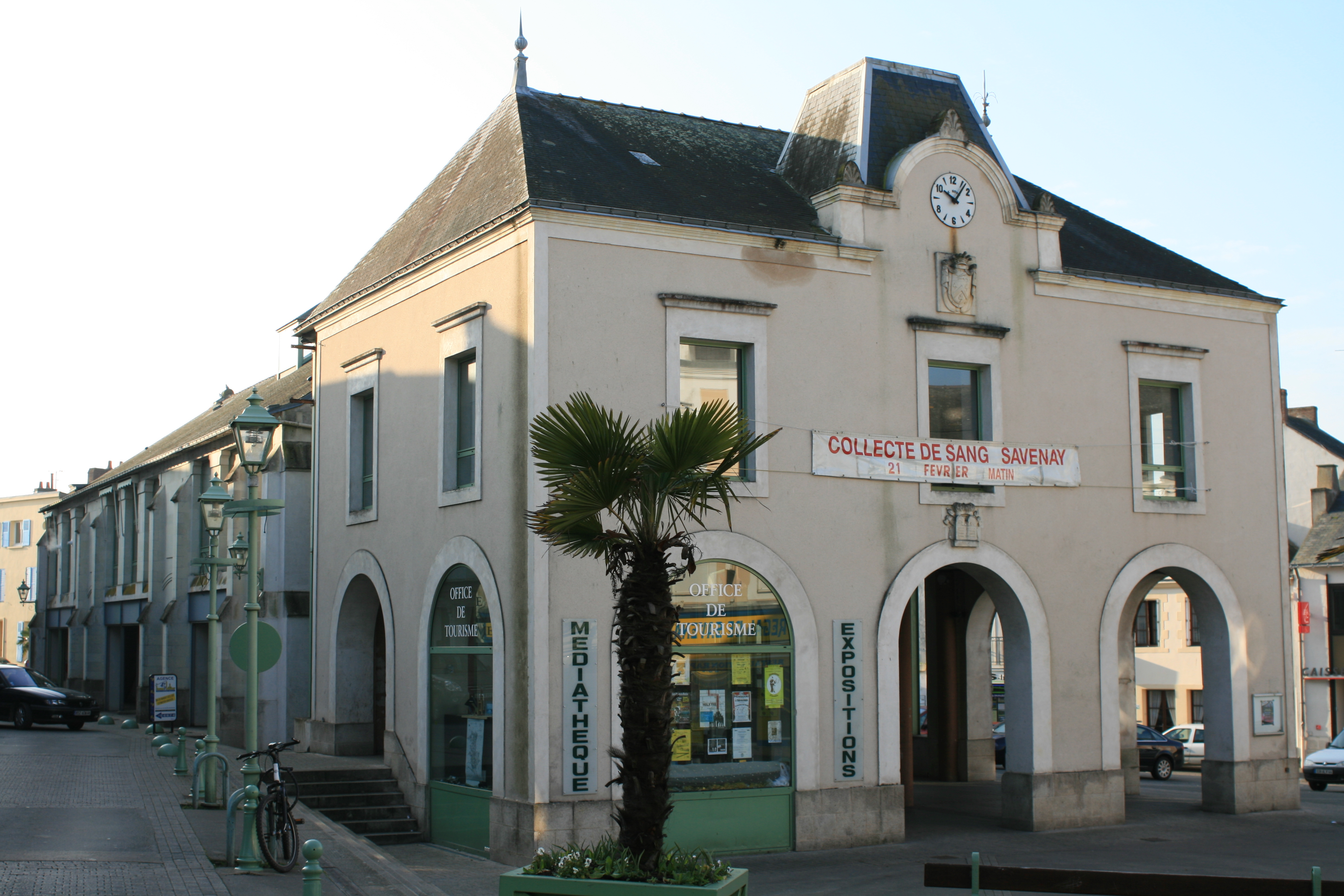
La halle
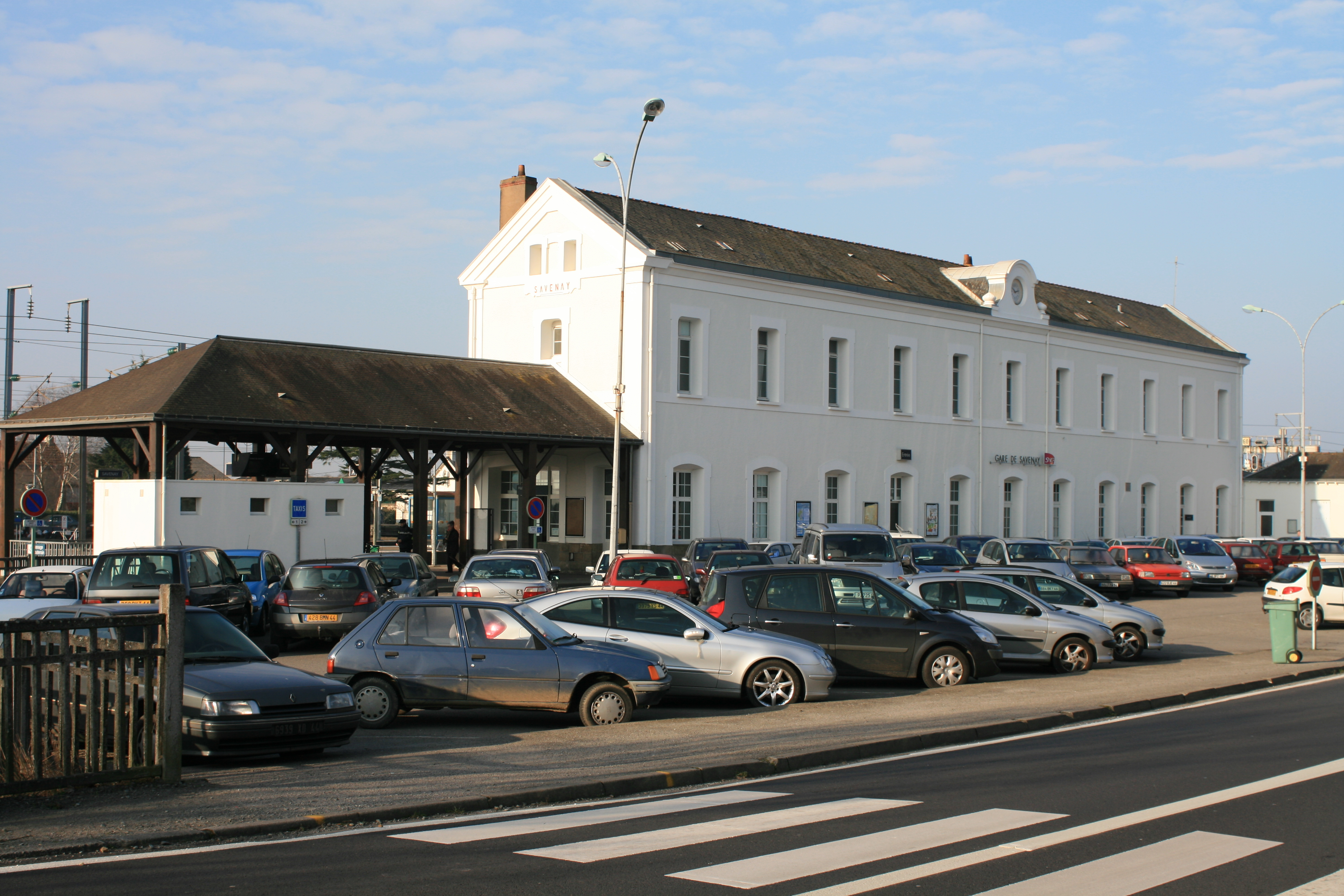
La gare
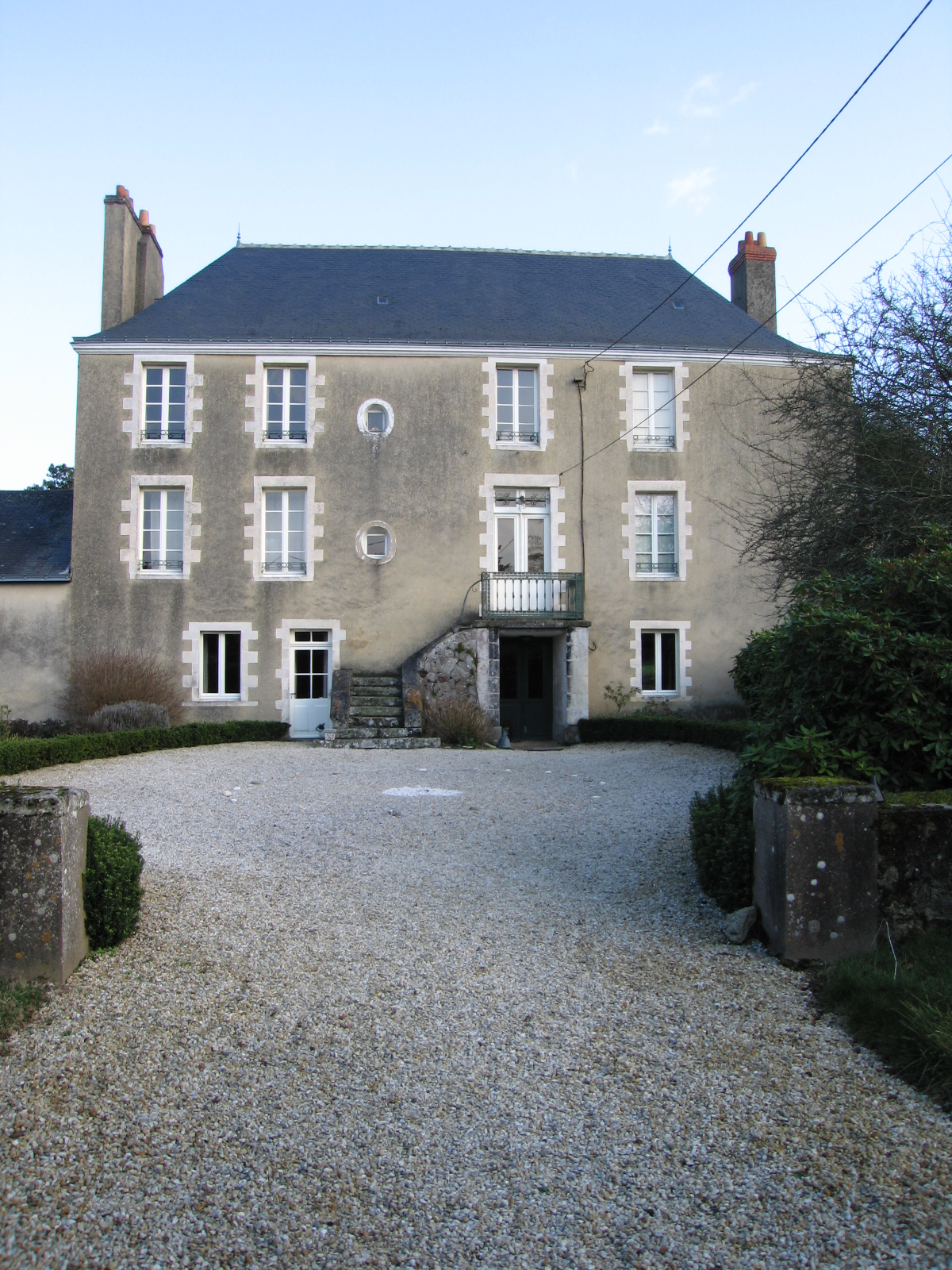
L'Oisillière
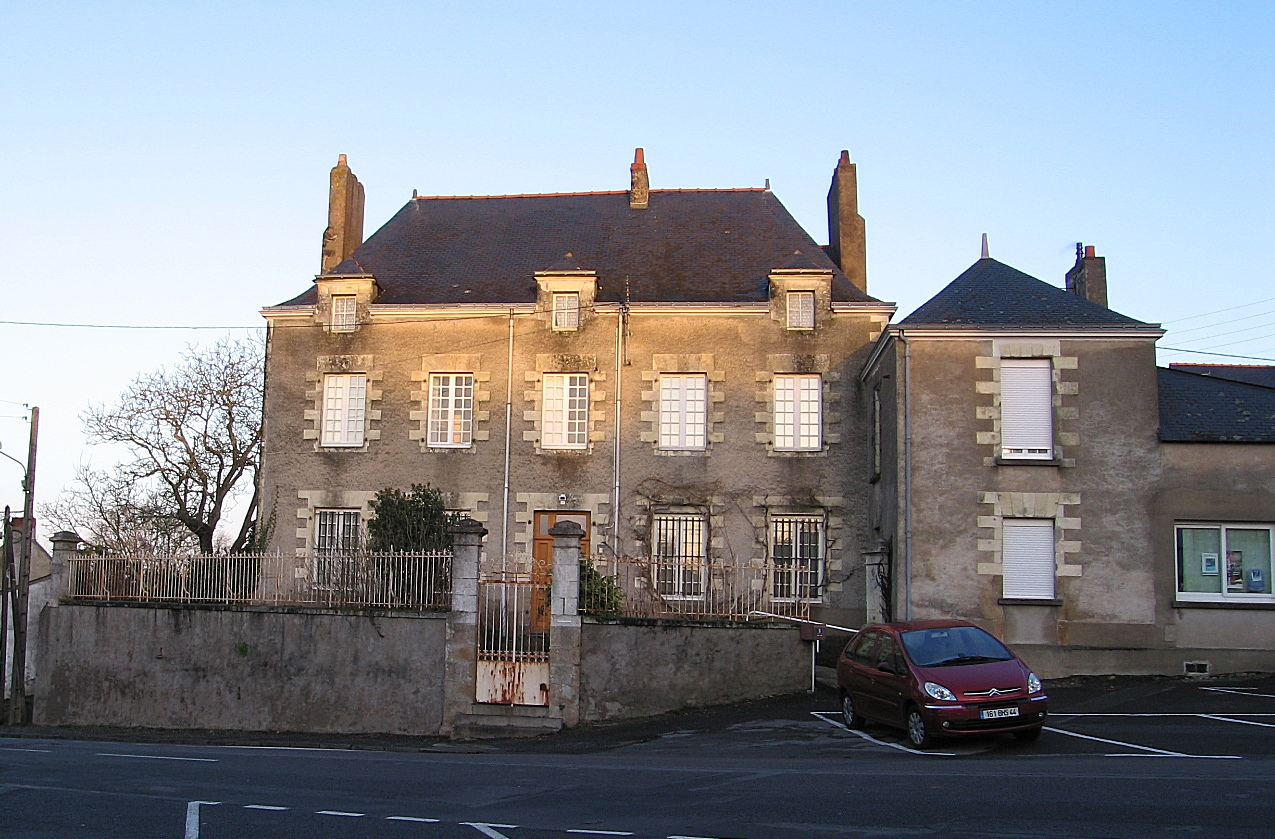
Le presbytère

### Patrimoine culturel
Plus de 80 associations sont actives sur la commune. En dehors des associations sportives, elles permettent de nombreuses activités de loisirs : ludothèque, peinture, histoire locale, etc. Un certain nombre d'entre elles sont regroupées autour de l’« Accueil des villes françaises » ou de l’« amicale laïque ». La médiathèque, implantée dans les halles, propose des services de prêt de livres, disques, CD et DVD. Un espace maquettes de train propose un musée des chemins de fer miniatures et réels.

### Personnalités liées à la commune
- Jean-Marie Benoiston de La Serpaudais, premier maire de Savenay durant la Révolution, député à l'Assemblée nationale française, célèbre pour son engagement à la cause des Droits de l'Homme et du Citoyen, rédacteur des cahiers de doléance de Savenay. Il est l'auteur de la loi sur la déportation des prêtres réfractaires[GH 7].
- Jean-Marie Gourlay, membre du Conseil des Cinq-Cents, promoteur du statut de préfecture pour Savenay[GH 8].
- Joseph Marie Desmars (1812-1857) - Né à Savenay, député à l'Assemblée nationale française.
- Ange Guépin (1805-1873) y avait une résidence où il pratiquait des expériences d'amélioration agricole.
- Joseph Trésorier (1828-1891), photographe à Nantes puis à Toulon, est né à Savenay.
- Jane Delano (1862-1919) - Fondatrice de l'infirmerie de la Croix-Rouge américaine, morte à Savenay.
- Joseph Malègue (1876-1940) - Écrivain, professeur à l'École Normale de Savenay.
- May Picqueray dite « May la Réfractaire » (1898-1983) - Née à Savenay, militante anarcho-syndicaliste.
- André Bizette-Lindet (1906-1998) - Né à Savenay, sculpteur français.
- Le groupe Tri Yann a installé son studio d'enregistrement dans cette commune.
- Nicolas Travers, historien nantais, publia en 1774, Les pouvoirs légitimes du premier et second ordre, diatribe contre le Concile de Trente, qui lui valut un exil, qu'il passa à Savenay, puis à Couëron[97].
- Jacques Lelièvre, dessinateur et scénariste français de bande dessinée, naît dans la commune le 21 juin 1950.

### Héraldique

#### Au cours de l'histoire
La pompe à incendie des pompiers de 1847 porte un blason, dont l'origine n'est pas connue, d'argent, au chevron de sinople, accompagné en pointe de trois trèfles du même ; au chef d'azur chargé de trois croix d'argent, surmonté d'une couronne murale. L'ensemble est accompagné de la devise « courtoisie convie rusticité fuit ».
En 1869 un courrier atteste pourtant « La ville de Savenay n'a pas d'armoiries ». Mais en 1877, un courrier du maire Pierre Lambert à l'Association Bretonne porte un blason d'asur aux 10 besants d'or, au chef d'argent chargé de trois mouchetures d'hermine, surmonté d'une couronne murale.

#### Blason actuel
Le blason a été conçu par Paul Lussan (délibération municipale du 21 octobre 1959), officiellement adopté le 12 février 1998 par le conseil municipal. Les ornements extérieurs qui accompagnaient l'écu (manteau rouge de Saint Martin, patron de la paroisse, et couronne de vicomte) ne sont plus usités.
| Armes de Savenay | Elles peuvent se blasonner ainsi aujourd’hui : D'argent, au chevron de sinople cantonné de trois trèfles du même ; au chef de gueules chargé d'une hermine passante au naturel accolée de la jarretière flottante de Bretagne d'hermine plain doublée d'or, voletant sur son dos ; à la bordure d'azur chargée de dix besants d'or. |

Le chevron et les trèfles évoquent la famille André, Sr de la Touchelays à Savenay ; la bordure avec les dix besants d'or sur fond bleu reprennent les armes de Guy de Rieux, vicomte de Donges ; le champ d'argent symbolise la richesse de la commune ; l'écharpe d'hermine évoque le blasonnement d'hermine plain de la Bretagne, rappelant l'appartenance passée de la ville au duché de Bretagne.

## Compléments